# Língua nambiquara
A língua nambiquara, também chamada nambiquara sul, nambicuara ou nambikuara (nambikwara), é uma língua indígena brasileira em situação vulnerável, falada por cerca de 720 falantes, segundo o Censo demográfico do Brasil de 2010. Apesar do status de vulnerabilidade, o idioma possui uma alta proporção de falantes dentre a comunidade, não estando, portanto, em risco de extinção a curto prazo. A língua é falada pelos povos nambiquaras, localizados no oeste do Mato Grosso e em Rondônia, entre os afluentes dos rios Juruena e Guaporé até as cabeceiras dos rios Ji-Paraná e Roosevelt, e pertence à família linguística nambiquara, que não é classificada nos troncos linguísticos tradicionais.

## Etimologia
O termo "nambiquara" é um exônimo de origem Tupi e pode ser traduzido como “orelha furada”. Na época da expedição da Comissão Rondon ao interior do Mato Grosso, seus guias parecis pensavam que este termo tupi - usado originalmente para designar um grupo falante de língua jê localizado na região entre o rio Arinos e o rio Sangue - significava “inimigo” e, assim, usaram-no, quando falavam em português com os funcionários da Comissão, para se referir aos povos nambiquaras, que até então eram denominados Cabixi. Como a língua nambiquara é composta por diversos dialetos, cujo número exato não é consenso entre os pesquisadores, os povos Nambiquara possuem vários endônimos para sua língua e para si próprios, tais como kithãulhú, hahaintesu, wasusu, alatesu, waikisu, halotésu, sawentésu, wakalitesu, alakatesu, niyahlósú, si’waisu, lunkatesu, manduka e wãnairisu.

## Distribuição geográfica
O território tradicionalmente ocupado pelos nambiquaras pode ser dividido em três áreas geográficas. A primeira é formada pela Chapada dos Parecis e corresponde à parte oriental do território Nambiquara. Esta região consiste em um planalto, coberto por grandes extensões de savana, que é cortado pelo rio Juruena e seus afluentes: os rios Juína, Formiga, Camararé, Camararézinho, Nambiquara, Doze de Outubro e Iquê. Os grupos que vivem neste local concebem todo o território ocupado pelos Nambiquara a partir da distinção entre áreas de savana (halósú) e áreas de floresta (sá’wentsú).
A região do Vale do Guaporé corresponde ao oeste do território Nambiquara, uma floresta densa que se estende entre o limite do planalto acima mencionado e o rio Guaporé. A oeste, na direção do rio Guaporé, encontram-se várzeas e planícies inundáveis, caracterizando um solo bastante fértil. Em direção ao rio Guaporé, correm os rios Cabixi, Piolho, Galera e Sararé. Este último define o limite sul do território ocupado pelos Nambiquara.
No norte, os Nambiquara ocupam as florestas que cobrem a região ao longo dos rios Roosevelt e Ji-Paraná, assim como seus afluentes. Em todas as três regiões descritas, o clima é caracterizado por um período chuvoso entre setembro e março e um período seco no restante do ano.
Este povo indígena costuma se estabelecer nas regiões próximas às cabeceiras dos rios e, conforme observou David Price (1972), os próprios limites do seu território tendem a estar relacionados aos limites de navegabilidade dos rios que o cortam. Este autor sugere, portanto, que a extensa área ocupada por esses grupos pode ter sido definida pelos obstáculos naturais que impediram a aproximação de índios ribeirinhos que usavam canoas, como os grupos Tupi.

## Distribuição linguística
De acordo com a classificação de Price (1972), a família linguística Nambiquara pode ser dividida em três grandes grupos de línguas faladas em diferentes regiões do seu território. São elas: Sabanê, Nambiquara do norte (composto pelos dialetos Latundê, Lakondê, Negarotê, e Mamaindê, esse último também usado para denominar o grupo como um todo) e Nambiquara do sul (composto pelos dialetos Hahãitesú, Alãntesú, Waikisú, Wasúsu, Kithãulhú, Saxuentesú, Halotesú, Siwxaisú, e Nesú Katithãulhu, também conhecido como Sararé).

Conforme Marcelo Fiorini (2010), com exceção da língua Sabanê, que conta hoje com menos de 20 falantes, as outras línguas Nambiquara encontram-se bem preservadas. O português é falado por todos os Nambiquara do sul e pela grande maioria dos Nambiquara do norte, principalmente entre os mais jovens. De forma geral, as mulheres têm menor grau de conhecimento do português do que os homens, pois estes saem muito mais das aldeias. Os falantes do norte são multilíngues, capazes de se comunicar em todas as três línguas, além do português, como resultado da intensificação do contato entre estes grupos.

### Sabanê
A língua Sabanê, falada por grupos que habitavam o extremo norte do território Nambiquara, na região entre os rios Tenente Marques e Juruena, apresenta grandes diferenças em relação às outras duas línguas.
Em um estudo comparativo, Price (1985) concluiu, a partir do alto número de cognatos observados entre o Sabanê e as outras duas línguas Nambiquara, que, apesar das diferenças, a língua Sabanê pertence à família linguística Nambiquara. Os grupos falantes de Sabanê foram severamente afetados pelas epidemias decorrentes do contato e muitos deles foram extintos.
Atualmente, a maioria dos remanescentes desses grupos encontra-se na Terra Indígena Pyreneus de Souza e é genericamente classificada como Sabanê. Alguns deles vivem com os Mamaindê e algumas famílias migraram para a cidade de Vilhena, em Rondônia.

### Nambiquara do norte
Os grupos falantes das línguas Nambiquara do norte habitavam os vales do rio Roosevelt e do rio Tenente Marques e também a região mais a noroeste, que inclui a área banhada pelos rios Cabixi e Piolho. Eles são designados: Da’wandê, Da’wendê, Âlapmintê, Yâlãkuntê (Latundê), Yalakalorê, Mamaindê e Negarotê.
Price (1972) afirma que todos os dialetos desta língua são mutuamente compreensíveis, apesar das pequenas variações observadas entre os dialetos falados na região dos rios Tenente Marques e Roosevelt e aqueles falados na região do rio Cabixi, habitada tradicionalmente pelos Mamaindê. Este autor sugeriu que o dialeto falado pelos Negarotê, grupo localizado nas margens do rio Piolho, seria um dialeto intermediário em relação aos outros dois. Estudos recentes feitos por linguistas do SIL indicam que o dialeto falado pelos Negarotê é muito similar àquele falado pelos Mamaindê.

### Nambiquara do sul
As línguas classificadas como Nambiquara do sul é falada no restante do território Nambiquara, que pode ser dividido de acordo com três áreas dialetais: o vale do Juruena, a região formada pelos rios Galera e Guaporé e o vale do Sararé.
Na região do vale do Juruena encontram-se os grupos que são referidos na bibliografia como “Nambiquara do cerrado” ou “Nambiquara do campo”. Eles se situam no nordeste da chapada dos Parecis e são designados: Halotésu, Kithaulhu, Sawentésu, Wakalitesu e Alakatesu.
Price (1972) distinguiu quatro dialetos falados pelos grupos que habitam toda a extensão da chapada. O primeiro é falado pelos grupos situados no extremo norte da chapada dos Parecis, na região conhecida como Serra do Norte. Esses grupos eram conhecidos como Niyahlósú, Si’waisu e Lunkatesu e, atualmente, são conhecidos como Manduca. O segundo dialeto é falado pelos grupos localizados na região banhada pelo rio Camararé, o terceiro pelos grupos que estão na região entre os rios Formiga e Juína e o quarto pelos grupos que estão situados na região entre os rios Juruena e Sapezal.

Apesar de pertencer ao mesmo grupo linguístico (Nambiquara do sul), os grupos localizados nessas quatro áreas dialetais têm dificuldades de entender uns aos outros, sendo que os grupos que se localizam no Vale do Guaporé parecem falar um dialeto intermediário entre os dialetos falados no vale do Juruena, ao leste, e no vale do Sararé, à sudoeste do território Nambiquara.
Os grupos que habitam toda a região do Vale do Guaporé, abaixo do rio Piolho, são conhecidos como: Wasusu, Sararé, Alãntesu, Waikisu e Hahãitesu, e são chamados genericamente de Wãnairisu, termo que faz referência a um tipo de corte de cabelo característico dos grupos desta região (Fiorini, 1997).
Atualmente, o extenso território que fora tradicionalmente ocupado por cerca de 30 grupos Nambiquara, alguns deles já extintos, está dividido em nove Terras Indígenas não contínuas: Vale do Guaporé; Pirineus de Souza; Nambiquara; Lagoa dos Brincos; Taihãntesu; Pequizal; Sararé; Tirecatinga e Tubarão-Latundê. Esta última localiza-se no estado de Rondônia e é habitada por índios Aikanã e Latundê.
| Português | Halotesu  | Kithãulhu  |
| --------- | --------- | ---------- |
| água      | iyâusu    | áhṵlâusú   |
| defecar   | dán-      | dá̰n-       |
| tartaruga | yû?tàuhlú | yâ?ta̰uhlú  |
| pombo     | qasâhsú   | kásâhsú    |
| tamanduá  | tikalisu  | watikalisu |

## História
David Price realizou uma extensa pesquisa histórica sobre a ocupação da região tradicionalmente habitada pelos Nambiquara. Segundo ele, os primeiros registros da região ocupada pelos Nambiquara datam de 1770, quando é organizada uma expedição para construir uma estrada ligando o Forte Bragança à Vila Bela e também para procurar ouro nesta região. Os documentos relativos a esta expedição mencionam a presença de índios, entre os quais figuram os “Cabixi”, provavelmente se tratando dos Sabanê.
Em 1781, é feita a primeira tentativa de aldeamento dos índios conhecidos como Cabixi que viviam na região do Vale do Sararé. No entanto, este pequeno aldeamento é abandonado em 1783. Menciona-se também a existência de quilombos no território dos Cabixi, próximos ao rio Piolho. Esta região é atualmente ocupada pelo grupo Negarotê. A população dos quilombos era constituída de ex-escravizados negros, que fugiram das minas de ouro na Chapada de São Francisco Xavier, e também por índios e caborés (mestiços de negros com índios). Vários documentos relatam o envio de expedições para capturar e punir os escravos fugidos e destruir os quilombos da região. É bem documentada a expedição realizada em 1795, enviada pelo então Governador Geral de Mato Grosso João Albuquerque Pereira de Mello e Cárceres. na qual foram capturados negros e índios na região do rio Piolho, levados para a cidade de Vila Bela.
No final do século XVIII, as minas da chapada de São Francisco Xavier estavam se esgotando e muitas cidades que surgiram nesta região foram abandonadas. Há registros que relatam, neste período, ataques empreendidos pelos Cabixi às cidades e povoados da região. Os índios assim denominados ameaçavam os trabalhadores que se dedicavam à extração da poaia, atividade que se iniciou nesta região em 1854. Os ataque dos índios à população de Vila Bela perduraram até o início do século XX, mais precisamente em 1907, quando a Comissão Rondon entrou no território ocupado pelos Nambiquara para estabelecer o trajeto da linha telegráfica que ligaria o Mato Grosso ao Amazonas. Nesta época, esse povo já estava em contato com seringueiros, com os quais mantinham guerras frequentes, dado o costume destes últimos de matar e roubar as mulheres dos indígenas.
As linhas telegráficas também abriram caminho para a penetração de missionários no território Nambiquara. Price (1972) relata que, em 1924, um casal de missionários da Inland South American Missionary Union, uma organização protestante com sede nos Estados Unidos, se estabeleceu próximo ao Posto Telegráfico de Juruena. Em 1936, a mesma organização missionária se reestabeleceu no Posto Telegráfico de Campos Novos, onde permaneceu até 1948. Em 1957, foi construído um Posto ocupado por missionários no rio Pardo, que foi transferido para a aldeia Camararé, no vale do Juruena, em 1961. Em 1950, o vale do Guaporé também já contava com a presença de um missionário da organização conhecida como New Tribes Mission que, no entanto, foi morto pelos Nambiquara pouco tempo depois de se estabelecer na região. Nesta mesma época, missionários de outra organização, denominada Wycliffe Bible Translators, ou Summer Institute of Linguistics (SIL), começaram a atuar com os grupos Nambiquara, iniciando os primeiros estudos sistemáticos das línguas Nambiquara. Menno Kroeker e Ivan Lowe instalaram-se na aldeia de Serra Azul, iniciando os estudos da língua Nambiquara do sul. David Meech e Peter Weisenberger, em 1962, começaram a trabalhar com os Mamaindê e foram sucedidos por Clifford Barnard e, em seguida, por Peter Kingston que deu início aos estudos da língua Mamaindê.
Em 1925, estabeleceu-se um Posto do antigo Serviço de Proteção aos Índios (SPI) no córrego Urutau, perto do rio Juina, que atraiu muitos índios. Em 1942, este Posto foi transferido para o córrego Espirro, na cabeceira do rio Doze de Outubro, próximo à cidade de Vilhena. O funcionário Afonso França foi nomeado chefe deste Posto, que passou a se chamar Posto Pyreneus de Souza. França produziu inúmeros relatórios sobre as suas atividades e nestes se queixava da dificuldade de manter os Nambiquara aldeados por períodos prolongados. Segundo ele, os índios permaneciam no Posto apenas o tempo suficiente para adquirir os produtos desejados e depois retornavam às suas aldeias. Na década de 1940, com a Segunda Guerra Mundial, intensifica-se a extração da borracha em toda a região amazônica e neste período o Posto Pyreneus de Souza tornou-se um posto de comercialização da seringa extraída com base na mão-de-obra indígena.
No período que vai de 1940 a 1970 há registros de várias epidemias que atingiram os grupos Nambiquara. Os grupos conhecidos como Wakalitesú e Alakatesú, situados no vale do Juruena, foram os mais afetados, pois suas aldeias estavam na rota da linha telegráfica. Já os grupos que habitavam o sudoeste do território Nambiquara, no Vale do Guaporé, parecem não ter sido tão afetados pelas epidemias neste período, pois não estabeleceram contatos frequentes com os brancos, preferindo permanecer em locais mais afastados. Na década de 1950, o governo federal incentivou os empreendimentos agropastoris na região habitada pelos Nambiquara, como parte de um projeto desenvolvimentista. Na década de 1960, inicia-se a construção da estrada que liga Cuiabá (MT) a Porto Velho (RO) (hoje designada “BR 364”), cortando ao meio o território Nambiquara.
Em outubro de 1968, o presidente Costa e Silva cria a Reserva Nambiquara na região delimitada pelos rios Juína e Camararé. A região demarcada, habitada tradicionalmente por apenas 1/6 dos grupos Nambiquara, era composta em quase sua totalidade por um solo extremamente pobre e árido. O projeto do governo federal tinha como objetivo transferir todos os grupos Nambiquara para esta única reserva, liberando o restante da região a empreendimentos agropastoris. No final da década de 1960, as terras da região do Vale do Guaporé, as mais férteis do território Nambiquara, estavam sendo vendidas a empresas agropastoris que foram beneficiadas pelos recursos federais da Sudam (Superintendência de Desenvolvimento da Amazônia).
Os grupos mais atingidos pela ocupação das empresas agropastoris foram os grupos do Vale do Guaporé que não tiveram suas terras demarcadas e sofreram inúmeras tentativas de transferência por parte da Funai para a Reserva Indígena Nambiquara. Todas as tentativas foram frustradas e esses grupos acabavam sempre retornando ao seu território original que, no entanto, já estava ocupado por fazendeiros que desmataram grande parte da floresta para a criação de pastos. A Funai passou, então, a adotar outra estratégia e contratou funcionários para delimitar pequenas “ilhas” de Reserva Indígena e nelas fixar os diferentes grupos locais que ocupavam a região do Vale do Guaporé. Em 1979, quatro dessas pequenas Reservas foram criadas, sendo que duas delas tiveram o seu tamanho original reduzido por causa das pressões exercidas pelos fazendeiros locais. Alguns grupos, no entanto, não tiveram sequer pequenas partes de seu território demarcadas.
Na década de 1980, fundos do Banco Mundial financiaram o Projeto Polonoroeste que visava à construção de uma estrada ligando o município de Pontes de Lacerda à rodovia federal (BR 364) que liga Cuiabá a Porto Velho. A estrada cortava o Vale do Guaporé, passando pelo meio da região habitada por quatro grupos Nambiquara, que ainda não haviam tido as suas terras demarcadas, e pelas proximidades das pequenas áreas demarcadas para outros três grupos. Neste período, iniciou-se também a exploração de madeira no território Nambiquara, bem como estabeleceram-se garimpeiros na região do Sararé.

## Fonologia

### Consoantes
|           |             | Bilabial | Alveolar | Alveolar    | Palatal | Velar | Velar   | Glotal |
| Central   | Lateral     | Bilabial | Plana    | Labializada | Palatal |       |         | Glotal |
| --------- | ----------- | -------- | -------- | ----------- | ------- | ----- | ------- | ------ |
| Plosiva   | Plana       | p        | t        |             |         | k     | kʷ kw   | ʔ x    |
| Plosiva   | Aspirada    | pʰ ph    | tʰ th    |             |         | kʰ kh | kʷʰ kwh |        |
| Plosiva   | Glotalizada |          | tʔ tx    |             |         | kʔ kx |         |        |
| Africada  | Plain       |          |          |             | tʃ j    |       |         |        |
| fricativa | Plana       | ɸ f      | s        |             |         |       |         | h      |
| fricativa | Glotalizada | ɸʔ fx    | sʔ sx    |             |         |       |         | hʔ hx  |
| Sonorante | Plana       | (m)      | n        | l           | j y     |       | w       |        |
| Sonorante | Aspirada    |          |          |             |         |       | ʍʰ wh   |        |
| Sonorante | Glotalizada | ʔm mx    | ʔn nx    | ʔl lx       | ʔj yx   |       | ʔw wx   |        |

Adaptado de Kroeker (2001) e Lowe (1999)

[m] aparece entre parênteses porque, segundo Kroeker (2001), aparece apenas em empréstimos ou seguindo o ditongo /au/. Além dos segmentos mostrados acima, o Nambiquara também possui [bm], que aparece após o ditongo /ãu/, [ŋ], que aparece antes de uma oclusiva velar e depois de uma vogal nasal, [gŋ], que aparece antes de uma oclusiva velar e depois de uma vogal oral, e [r], que é um alofone de /l/ que aparece após vogais anteriores. Kroeker observa a existência do implosivo alveolar sonoro /ɗ/, mas acrescenta que está caindo em desuso.

### Vogais
|         | Anterior | Posterior |
| ------- | -------- | --------- |
| Fechada | i        | u         |
| Medial  | e        | o         |
| Aberta  | a        | ʌ         |

| Anterior | Posterior |
| -------- | --------- |
| ḛ        | o̰         |
| a̰        |           |
| ḭ        | ṵ         |

| Anterior | Posterior |
| -------- | --------- |
| ĩ        | ũ         |
| ẽ        |           |
| ã        |           |

| Anterior | Posterior |
| -------- | --------- |
| ḭ̃        | ṵ̃         |
| ḛ̃        |           |
| ã̰        |           |

Adaptado de Kroeker (2001)

### Tons
A língua Nambiquara é uma língua tonal com três tons, um tom decrescente, marcado com 1, um tom crescente marcado com 2, e um tom baixo marcado com 3. Podem-se encontrar exemplos dos tons nas palavras hot³su² (macaco),ˈḛ³rhʔu² (caju) eˈʔwḭ̃¹su² (rã)

## Ortografia
Conforme Kroeker (1996), os símbolos empregados na língua Nambiquara são os mesmos empregados na língua portuguesa, com a exceção das consoantes h, n, l, x, j. Existem também, tom e laringalização, que não ocorrem na língua portuguesa.

A pronúncia e o significado variam de aldeia para aldeia, e as vezes até na mesma aldeia. As diferenças ocorrem com mais frequência entre os vários grupos, entretanto, pode-se ser compreendido em qualquer aldeia, pois o povo indígena já é ciente das variações existentes entre si. Quando for o caso de diferença na pronúncia e no significado, é preciso perceber a diferença e usar a palavra como é falada naquela aldeia específica.
| Símbolo | Fonema | Exemplo                                                                      |
| ------- | ------ | ---------------------------------------------------------------------------- |
| a       | [a]    | wa³kon³tu¹wa² (ele vai trabalhar)                                            |
| e       | [e]    | sax³wen³su² (mato)                                                           |
| i       | [i]    | i³lhu² (macaco)                                                              |
| o       | [o]    | hoh²su² (macuco)                                                             |
| u       | [u]    | tu³su² (mel)                                                                 |
| ai      | [aj]   | hai³sxa² (roça)                                                              |
| au      | [aw]   | haut³ti³su² (flecha)                                                         |
| ̃i       | [̃i]    | O til acima de vogal marca nasalização                                       |
| ḭ       | [ḭ]    | O til abaixo de vogal marca laringalização                                   |
| ̃ḭ       | [̃ḭ]    | O til acima e abaixo da vogal marca nasalização e laringalização simultâneas |

| Símbolo                                                 | Fonema                                                 | Exemplo                                      |
| ------------------------------------------------------- | ------------------------------------------------------ | -------------------------------------------- |
| p                                                       | [p]                                                    | pit³su² (cabaça)                             |
| t                                                       | [t]                                                    | tau³na¹tu¹wa² (vou cortar)                   |
| s                                                       | [s]                                                    | a²su³su² (osso)                              |
| h                                                       | [h]                                                    | ha³lo²a² (campo)                             |
| n (início de sílaba)                                    | [n]                                                    | nãn³txa³hẽ¹na² (não chora)                   |
| n (final de sílaba, depois de au)                       | [bm]                                                   | aubm³taidn¹na³la² (eles estão passeando)     |
| n (final de sílaba, depois de ãu)                       | [m]                                                    | yãum³tsu² (flor)                             |
| n (final de sílaba, depois de vogal oral e antes de k)  | [gŋ]                                                   | wa³kogŋ³kʔi²na³ra² (ele trabalha para outro) |
| n (final de sílaba, depois de vogal nasal e antes de k) | [ŋ]                                                    | wãŋ³kon³na³ra² (sobrou alguma coisa)         |
| n (final de sílaba, depois de vogal oral)               | [dn]                                                   | wa³kodn³na³ra² (ele trabalha)                |
| n (final de sílaba, depois de vogal nasal)              | [n]                                                    | wẽn³su² (criança)                            |
| l (depois de a, o, u, au)                               | [l]                                                    | ĩ²ha³la²wa² (deixe-me ver)                   |
| l (depois de i, e, ai)                                  | [ɾ]                                                    | xi³la³ki³su² (lua)                           |
| l (no último sufixo verbal)                             | [ɾ] (exceto nos grupos do Guaporé, que pronunciam [l]) | ĩ²na³ra² (ele está vendo)                    |
| k                                                       | [k]                                                    | kax³yuh³su² (caça)                           |
| w                                                       | [w]                                                    | wã²la²ka³lo³su² (pano)                       |
| x                                                       | [ʔ]                                                    | eh³xa² (machado)                             |
| y                                                       | [j]                                                    | yain³ti³su² (comida)                         |
| j                                                       | [t͡ʃ]                                                   | jah¹la² (ele)                                |
| nh                                                      | [n̥]                                                    | heh³sa³nha²wa² (estou com fome)              |
| nyh                                                     | [ɲ̊]                                                    | so¹nyhain¹na³la² (vão se casar)              |
| lh (depois de a, o, u, au)                              | [l̥]                                                    | a³lhu² (tatu)                                |
| lh (depois de i, e, ai)                                 | [ɾ̥]                                                    | ḛ³lhu² (caju)                                |

## Morfologia

### Pronomes
A língua Nambiquara possui sete tipos diferentes de pronomes: pessoal, possessivo, indefinido, demonstrativo, reflexivo e recíproco, de acordo com Kroeker.

| Pessoa                   | Sufixos   | Sufixos   | Sufixos | Livres             |
| ------------------------ | --------- | --------- | ------- | ------------------ |
|                          | Sujeito   | Objeto    | Cópula  |                    |
| 1 singular               | -a1       | -sa3~-se2 | -sa1    | dai2na2            |
| 1 não-singular inclusivo | -ki3      | -nĩn3     |         | dai2wã1ki3ai2na2   |
| 1 não-singular exclusivo | -sĩ1na1   | -sa2sĩn1  |         | da2nũn2ka3tai2na2  |
| 2 singular               | -in1      | -ʔna2     | -sin1   | wʔãi2na2           |
| 2 dual                   | -ja3hin1- | -ʔna2li3  |         | wʔã2nũn3ka2tai2na2 |
| 2 plural                 | ja3lhin1- | -ʔna2li3  |         | wʔã2nũn3ka2tai2na2 |
| 3 singular masculino     | ∅         | ∅         | -la1    | cah1lai2na2        |
| 3 singular feminino      | ∅         | ∅         | -la1    | ta1ʔka3ʔlai2na2    |
| 3 não-singular           | -ain1     | -ain1     |         | tũn1ka3tai2na2     |

A tabela acima mostra os pronomes pessoais em Nambiquara descritos por Lowe. A categoria de pronomes pessoais é dividida em pronomes sufixo e pronomes livres; pronomes de sufixo são divididos em pronomes de sujeito, pronomes de objeto e pronomes de cópula. Os pronomes pessoais marcam pessoa e número. Além disso, os pronomes da terceira pessoa do singular marcam o gênero (feminino ou masculino), e a 1ª pessoa não-singular distingue entre inclusivo e exclusivo. Os pronomes de 2ª pessoa distinguem entre singular, dual e plural, enquanto a primeira e a terceira pessoa marcam apenas números singulares ou não-singulares.

Os pronomes possessivos em Nambiquara marcam pessoa, mas não número ou gênero. Eles se ligam ao substantivo que possuem como prefixos. Os pronomes possessivos, de acordo com Kroeker, são os seguintes:

tʔa2 – Possessivo de primeira pessoa
wʔa2 – Possessivo de segunda pessoa
a2 – Possessivo de terceira pessoa
tʔa2wã1 - Possessivo de primeira e segunda pessoa
Existem dois pronomes indefinidos, ambos livres. As duas formas são ĩ2l3te2a2, que significa “qualquer um”, e ã1thũn3te2a2, que significa “alguém”. O pronome demonstrativo é –ai2li2, e se liga ao substantivo como sufixo. Os pronomes reflexivos e recíprocos são –nha1 e -nyhuh1, respectivamente.

Por fim, os pronomes interrogativos são livres e aparecem no início de uma frase interrogativa. Os pronomes interrogativos, conforme relatado por Kroeker, são mostrados abaixo:

| Quem           | ĩh1te2a2               |
| O quê          | jã1te2a2               |
| Onde           | ĩh1nũ1la3ta̰3           |
| Quando         | ĩh1nʔe3hĩna2           |
| Como           | ĩh1nʔet3sʔã3           |
| Por quê        | ĩh1nʔe3ha2kʔai         |
| Qual propósito | ĩh1neʔe3kʔa2jã̰n3ti3ta̰3 |

### Substantivos
Raízes de substantivos em Nambiquara normalmente terminam em uma vogal ou a consoante n, t ou h. Classificadores que indicam coisas como a forma do referente são sufixados na raiz. Alguns exemplos incluem a propriedade de ser em forma de bastão (kat3) ou em pó (nũn3). Definitividade (indefinida, definida ou condicional) e causalidade também são refletidas pelo uso de sufixos. Substantivos definidos também usam sufixos adicionais para indicar demonstratividade, espaço-temporalidade, evidencialidade e causalidade. As fontes de evidencialidade flexionadas em substantivos definidos incluem observacional, inferencial e citativa. No entanto, Lowe (1999) afirma que existem poucos exemplos de corpus do uso simultâneo de sufixos de tempo e evidencialidade em substantivos definidos.

| Sufixo    | Significado                               |
| --------- | ----------------------------------------- |
| -ẽh¹-     | Como linha                                |
| -ẽn¹-     | Cavidade                                  |
| -ka³lo³-  | Faixa ou chato                            |
| -kax³-    | Como pau (comprido, maciço, e cilíndrico) |
| -ki³-     | Redondo e pequeno                         |
| -nãux³-   | Líquido                                   |
| -nṵ̃³-     | Pó                                        |
| -nxãnx³-  | Folha                                     |
| -nxa̰x³-   | Recipiente sem saída                      |
| -thĩ³na²- | Cidade                                    |
| -thox³-   | Pó fino como cinzas                       |
| -tĩh³no²- | Caminho, corda                            |
| -yau³-    | Líquido, ou palavras                      |
| -yen³-    | Circular e plano como a aldeia            |

### Verbos
O idioma Nambiquara tem verbos principais e verbos subordinados. Os verbos principais contêm sufixos que indicam modo (indicativo ou imperativo), número de pessoa e aspecto. Os verbos principais indicativos têm sufixos adicionais que indicam a evidencialidade do tempo.

Verbos principais Indicativos
Os verbos indicativos em Nambiquara são declarativos ou dubitativos. Frases declarativas são usadas quando o falante não duvida da informação que está sendo dada, e frases dubitativas são usadas quando há alguma dúvida sobre a informação que está sendo dada. Os verbos indicativos são flexionados para representar a pessoa do sujeito, o número do sujeito, o número do falante, o aspecto e o tempo das seguintes maneiras:

| Pessoa do sujeito  | Primeira, segunda, terceira                                      |
| Número do sujeito  | Singular, dual, plural                                           |
| Número de falantes | Singular, plural                                                 |
| Aspecto            | Perfectivo, imperfectivo                                         |
| Tempo Verbal       | Futuro, presente, passado recente, passado médio, passado remoto |

Conforme indicado na tabela, existem três pessoas do sujeito em Nambiquara. O sujeito da primeira pessoa e o sujeito da terceira pessoa podem ser singulares ou não singulares (os quais abrangem tanto a contagem dual quanto o plural), enquanto o sujeito da segunda pessoa pode ser contado como singular, dual ou plural. Além disso, é feita uma distinção entre as formas inclusivas e exclusivas de sujeitos não-singulares em primeira pessoa.

Além disso, o Nambiquara também distingue três níveis diferentes de passado: passado recente, passado médio e passado remoto. Além disso, eles também são flexionados para representar evidencialidade: se a afirmação foi observacional, inferencial, quotacional e o que Lowe chama de “suporte interno”. As declarações observacionais são baseadas no que o falante viu, as declarações inferenciais são baseadas no que se pode supor ao observar uma ação simultânea ou um conjunto de ações que podem resultar de uma ação anterior, as declarações quotacionais são baseadas no que o falante ouviu de outra pessoa ou pessoas, e as declarações de apoio interno são baseadas em seus “sentimentos instintivos”. A tabela a seguir exibe os sufixos usados para verbos indicativos:
| -wa2      | Aspecto imperfectivo                                             |
| -ra2      | Aspecto perfectivo                                               |
| -nu2~nĩn2 | Inferencial                                                      |
| -ta2      | Circunstâncias observadas                                        |
| -na2      | Ação observada                                                   |
| -ta1      | Quotativo                                                        |
| -hẽ3      | Tempo passado médio externo                                      |
| -nha2     | Tempo presente interno                                           |
| -hẽ2      | Tempo passado recente interno                                    |
| -hẽ1      | Tempo passado médio interno                                      |
| -na3      | Ação atual observada simultaneamente pelo falante e pelo ouvinte |

#### Verbos principais imperativos
Os verbos imperativos em Nambiquara contêm sufixos para refletir o número do falante (singular, plural), número da pessoa do sujeito (singular, dual, plural) e aspecto (perfectivo, imperfectivo). Os verbos imperativos são divididos em três formas verbais positivas e uma forma verbal negativa. As formas verbais positivas se dividem entre o futuro imediato e o futuro distante, existindo uma forma verbal para o futuro imediato, e duas para o futuro distante, essas últimas que se subdividem, sendo uma mais gentil do que a outra.

| Número do falante          | Singular, plural             |
| Pessoa e número do sujeito | 2 singular, 2 dual, 2 plural |
| Aspecto                    | Perfectivo, imperfectivo     |

#### Verbos subordinados
Os verbos subordinados formam o núcleo das orações subordinadas. Eles só podem assumir o modo indicativo, e são sufixados para pessoa e número do sujeito e número do falante, exatamente como os verbos principais indicativos. Mas o restante das desinências dos verbos subordinado são diferentes. Alguns verbos subordinados terminam com flexões nominais, mas outros não. Assim, dividimos as categorias de flexão subordinada em duas subclasses: Na primeira subclasse, a das flexões verbais, o verbo subordinado consiste em uma raiz verbal seguida por sufixos de número de pessoa e, finalmente, uma flexão subordinada. Não há possibilidade de mais flexões após as infecções subordinadas. Na segunda subclasse. a das flexões nominais, as formas são diferentes. Há primeiro a raiz do verbo, seguida pelos sufixos de número de pessoa e, em seguida, pela flexão subordinada do tipo nominal.

## Sintaxe

### Marcação do sujeito e do objeto
O Nambiquara não distingue entre as formas sujeito e objeto em radicais nominais em sentenças transitivas e intransitivas e usa um sistema ativo-estativo para marcação de caso. No entanto, quando é necessário mencionar o sujeito de uma frase, podem ser usadas formas livres de pronomes pessoais. Isso só ocorre quando um novo participante é apresentado, ou quando houvesse muita confusão se ele fosse omitido. A língua Nambiquara também faz uso de diferentes sufixos de sujeito e objeto que se referem anaforicamente à pessoa/objeto que é aludido ou citado na oração e são divididos em primeira, segunda e terceira pessoa. Além disso, alguns sufixos são subdivididos em formas duais e combinadas ou formas plurais e combinadas, mas apenas uma dessas formas pode ser afixada a um verbo. De acordo com Kroeker (2001), tanto a forma dual quanto a forma plural são usadas após formas singulares. As tabelas a seguir listam as formas livres de pronome pessoal e sufixos de objeto e sujeito vinculados que podem ser usados:

| Primeira pessoa do singular           | txai2li2   |
| Segunda pessoa do singular            | wxãi2na2   |
| Terceira pessoa neutra do singular    | te2na2     |
| Terceira pessoa masculina do singular | jah1la2    |
| Terceira pessoa feminina do singular  | ta1ka3lxa2 |
| Formas livres do plural               | -nãu3xa2   |

| Primeira pessoa do singular                | -sa3           |
| Segunda pessoa do singular                 | -nxa2          |
| Terceira pessoa do singular                | Ø              |
| Primeira pessoa do dual                    | -yah3          |
| Primeira pessoa "do combinado"             | syah3          |
| Segunda pessoa do dual                     | -ti3           |
| Segunda pessoa "do combinado"              |                |
| Terceira pessoa do plural                  | -yah3          |
| Primeira pessoa exclusiva do plural        | -sĩn1          |
| Primeira pessoa exclusiva "do combinado"   | -sa2sĩn1       |
| Primeira pessoa inclusiva do plural        | -ne3           |
| Primeira pessoa inclusiva "do combinado"   |                |
| Primeira pessoa do plural (eu + eles)      | -ya3sain1      |
| Primeira pessoa "do combinado" (eu + eles) | -Øya3sain1     |
| Primeira pessoa do plural (nós + eles)     | -ya3sain1sĩn1  |
| Primeira pessoa "do combinado" (eu + eles) | -Øya3sain1sĩn1 |
| Segunda pessoa do plural                   | -ti3           |
| Segunda pessoa "do combinado"              | -nx2ti3        |
| Terceira pessoa do plural                  | -ain1          |
| Terceira pessoa "do combinado"             | -Ø ain1        |

| Primeira pessoa do singular                 | -a1            |
| Segunda pessoa do singular                  | -in1           |
| Terceira pessoa do singular                 | Ø              |
| Primeira pessoa do dual                     | -yah3          |
| Primeira pessoa "do combinado"              | -ya3ha1        |
| Segunda pessoa do singular dual             | -yah3          |
| Segunda pessoa do singular "combinado"      | -ya3hin1       |
| Terceira pessoa do dual                     | -yah3          |
| Terceira pessoa "do combinado"              | -yah3 (Ø)      |
| Primeira pessoa exclusiva do plural         | -sĩn1          |
| Primeira pessoa exclusiva "do combinado"    | -sĩ1na1        |
| Primeira pessoal inclusiva do plural        | -ki3           |
| Primeira pessoa inclusiva "do combinado"    | -ki3           |
| Primeira pessoa do plural (eu + eles)       | -ya3sain1      |
| Primeira pessoa "do combinado" (eu + eles)  | -ya3sain1Ø     |
| Primeira pessoa do plural (nós + eles)      | -ya3sain1sĩn1  |
| Primeira pessoa "do combinado" (nós + eles) | -ya3sain1sĩn1Ø |
| Segunda pessoa do plural                    | -lxi3          |
| Segunda pessoa "do combinado"               | -yah3lxin1     |
| Terceira pessoa do plural                   | -ain1          |
| Terceira pessoa "do combinado"              | -ain1Ø         |

## Vocabulário
Kroeker elabora uma lista com nomes de plantas e animais comuns na língua nambiquara, a seguir: 
| \| Tipo de planta/animal \| Português \| Nambikuara \| Comentários \| \| --------------------- \| ------------------------------------------------ \| ------------------------------------ \| ------------------------------------------------------------------------------------------------------------------- \| \| \| abacaxi \| hã³nxũ¹lhxu² \| \| \| abelha \| abelha \| nxe²wa³le¹lhu² \| \| \| abelha \| abelha \| kwa³yah³na²ta³su² \| \| \| abelha \| abelha \| he³ka²ta³su² \| não faz mel, não morde \| \| abelha \| abelha \| ha³lu²sxa²ta³su² \| \| \| abelha \| abelha \| ha³lun²su² \| do mesmo grupo com borá-cavalo, mel azeda \| \| abelha \| abelha do mato \| wã³nẽ³sĩn³ti³su² \| \| \| abelha \| abelha do campo \| wã³ka³lãh³su² \| \| \| abelha \| abelha do campo \| si²su² \| não tem ferrão \| \| abelha \| abelha-do-chão \| sih²wãi²su² \| do mesmo grupo com si²su² \| \| abelha \| abelha preta \| sih²ya³tãu³lhu² \| do mesmo grupo com si²su² \| \| abelha \| abelha preta \| sih²nũ̱n³te²su² \| do mesmo grupo com si²su² \| \| abelha \| abelha preta \| kwã²lhu² \| \| \| abelha \| abelha vermelha \| si²ha²ta³su² \| do mesmo grupo com si²su², não tem ferrão \| \| abelha \| arapuã \| wãh³na³sxu² \| \| \| abelha \| arapuã \| ah³su² \| \| \| abelha \| abelha asa branca \| tuh³wai³sxu² \| do mesmo grupo com ka³yu¹ti³su² \| \| abelha \| borá-cavalo \| a̱³la³kwi̱²lhu² \| amarela \| \| abelha \| borá-cachete \| a³li̱³sxu² \| do campo \| \| abelha \| bijuí \| te²sa²se³set²su² \| \| \| abelha \| bijuí \| tet²su² \| \| \| abelha \| bijuí \| e³lhu² \| na oca do pau perto do chão \| \| abelha \| canudo \| ka²yu¹ti³su² \| do mesmo grupo com tuh³wai³su², cor vermelha \| \| abelha \| xupé \| wa̱³lã̱³sxu² \| \| \| abelha \| xupé \| wa³lu³hxa²tu³su² \| \| \| abelha \| xupé \| hxan³txi³su² \| \| \| abelha \| abelha da terra \| ya̱i³lhu² \| \| \| abelha \| abelha da terra \| ya³ti̱t³su² \| do mesmo grupo com ya̱i³lhu² \| \| abelha \| abelha da terra \| sxai³lhu² \| \| \| abelha \| abelha do tucano \| ya³la³nã²tu³su² \| \| \| abelha \| abelha-dragão \| wãh³na³sxu² \| \| \| abelha \| abelha-europa \| tuh³kãi¹a³li²su² \| \| \| abelha \| abelha-guerreira \| ya³kan³su² \| \| \| abelha \| jati \| wxai³su² \| \| \| abelha \| jati \| wai³a²yu¹su² \| do mesmo grupo com arapuã \| \| abelha \| mambuquinho \| ya̱³ka³lu³lhxu² \| \| \| abelha \| mandaguari \| yu³su² \| \| \| abelha \| mamangaba \| wa³nu³nu³ka³lxi³su² \| na oca do pau \| \| abelha \| mambucão \| si³ka³lut²ti³su² \| \| \| abelha \| mangava \| sih²wen²ki³su² \| do mesmo grupo com si²su² \| \| abelha \| mambuquinha \| kã³yxãh³nxi³su² \| vive num formigueiro \| \| abelha \| manduri \| kwa³lih³ki³su² \| \| \| abelha \| manduri-do-chão \| ha³ta³ti³su² \| do mesmo grupo com si²su², não tem ferrão \| \| abelha \| paraguaçu \| si³kan²su² \| \| \| abelha \| borá, porá \| ye³ka³te³lhu² \| \| \| abelha \| quema-quema \| te̱³ha²nẽ̱³ne̱³su² \| do mesmo grupo com tatá \| \| abelha \| tataíra \| txeh³su² \| no pau \| \| abelha \| abelha-urubu \| tuh³nẽn²te²su² \| mel preto \| \| abelha \| uruçu \| sih²nũ̱n³ta²ta³su² \| do mesmo grupo com si²su² \| \| abelha \| abelha (geral) \| tuh³su² \| \| \| \| abóbora \| pit³su² \| \| \| \| abóbora braba \| pe̱³lhxu² \| sementes comestíveis \| \| \| algodão \| kũ̱n³su² \| \| \| \| anta \| a²lũ¹su² \| \| \| \| anta \| a²lũ¹a²ta³su² \| sabe subir árvore \| \| aranha \| aranha \| ya̱³we̱³ya̱³wxeh¹ka³lxi²su² \| \| \| aranha \| aranha \| kwhã̱²te²su² \| vive na oca do pau \| \| aranha \| aranha \| ah²su² \| \| \| aranha \| aranha preta \| wã³wã³ka³lxi³su² \| faz teia grande em cima duma picada \| \| aranha \| aranha venenosa \| kwa³lai²lo³ki³su² \| olhos brihantes, pernas cabeludas, venenosa \| \| aranha \| aranha (geral) \| kwa³lai³su² \| \| \| aranha \| aranha, viúva vermelha \| tu³kwi̱³lhu² \| causará surdez em poucos dias \| \| aranha \| aranha, viúva vermelha \| tu³kwi³lxa²ne³ne̱³su² \| barrigudo \| \| \| ariranha \| kwĩ³la³nxai³su² \| \| \| \| arraia \| in³tsu² \| \| \| árvore \| angico (ou angelim) \| ya̱³la³la³ne³ki³su² \| também wa³ya̱n³ne³ki³su² \| \| árvore \| aroeira do campo \| ka̱³la̱n³ne³ki³su² \| madeira amarela, bom para lenha, \| \| árvore \| aroeira \| ta³kun³ta³ne³ki³su² \| floresca no fim das chuvas, casca bom para dor de barriga \| \| árvore \| aroeira \| ka³la̱³nxũ̱³ne³ki³su² \| \| \| árvore \| araciçum \| a³la³la³ne³ki³su² \| remédio contra fever, banhar na água com folhas, parece fruta de lobo mas não pode comer \| \| árvore \| bagé de minhoca \| ka³tũ³ka³tũ³la³ne³ki³su² \| flor amarela de cinco pétalas \| \| árvore \| barbatimão do campo \| ta̱ih³ne³ki³su² \| bom para corceira e feridas \| \| árvore \| bacuri \| a³lu³kwa³li̱²ka³ne³ki³su² \| \| \| árvore \| copaíba \| ta̱³wxih³ne³ki³su² \| remédio para leishmaniose \| \| árvore \| carijó \| ni³ne³ta³wih³ne³ki³su² \| remédio para leishmaniose, bom para esteio \| \| árvore \| cambará \| ka³wã³ka³ne³ki³su² \| bom para fazer tabuinhas \| \| árvore \| caju \| e̱³la³ne³ki³su² \| \| \| árvore \| canela \| yu³wẽ³hxa³lxi³ne³ki³su² \| também hi³yu³ne³ki³su², bom para dor de estômago \| \| árvore \| castanha-do-pará \| wa³nak³ka³ne³ki³su² \| \| \| árvore \| cocaíba \| sa³wxi³sa³ne³ki³su² \| \| \| árvore \| cambaru \| nxãn³ka³ne³ki³su² \| bom para esteio \| \| árvore \| combaru do campo \| kwa³li²tã³ne³ki³su² \| faz cera para flecha e flauta \| \| árvore \| cacau do mato \| ka³na²ka³ne³ki³su² \| \| \| árvore \| cabriteiro \| a³th²ne³ki³su² \| \| \| árvore \| caju \| e̱³la² tau²ta³ne³ki³su² \| gavião come \| \| árvore \| do campo \| wai³yan³ne³ki³su² \| remédio para inchaço \| \| árvore \| farinha seca \| o³la³ne³ki³su² \| cerno branco, bom para lenha e para fazer pilão, anta come fruta \| \| árvore \| farinha seca \| o³la²yã̱u¹ka³ne³ki³su² \| bom para artisanato e esteio \| \| árvore \| fruta de morcego \| yã³wxã²tẽ³ki³su² \| \| \| árvore \| fruta de pomba \| ha³nãn³ta³ne³ki³su² \| casca bom para espinha na pele \| \| árvore \| figueira braba \| ha³lu³ha³lu²ne³ki³su² \| \| \| árvore \| fruta de jacu \| a³kxa³ne³ki³su² \| \| \| árvore \| fruta de jacu \| wa³sxuh¹ne³ki³su² \| fruta amarela \| \| árvore \| faveira seca \| nũ³sa²ya³ta³la³ne³ki³su² \| para lenha \| \| árvore \| fruta de lobo \| khũn³su² \| \| \| árvore \| folha que repele mosquitos e para tirar espinhos \| pau²ka³lxi²kax³su² \| \| \| árvore \| árvore (geral) \| hi³sa³kat³su² \| \| \| árvore \| guanandim \| wah³ka³la² yxe²ka³ne³ki³su² \| do brejo \| \| árvore \| itaúba do campo \| sĩ³wxi³sa³ne³ki³su² \| bom para lenha, bom para pintar cabaça de dentro, amassar casca e passar no corpo para dor dos músculos \| \| árvore \| ingá \| ya̱³lan³ta³ne³ki³su² \| flor amarela no início das chuvas, bom para fazer fogo \| \| árvore \| itaúba preta \| khauh²sa³ne³ki³su² \| bom para esteio \| \| árvore \| ipê-roxo \| si³ka³nxu³la³ne³ki³su² \| para cabo de faca \| \| árvore \| itaúba \| wai³sa²ne³ki³su² \| para fazer moveis \| \| árvore \| ipê-amarelo \| kwa³li³ka³ne³ki³su² \| flor amarela em maio ou junho \| \| árvore \| itaúba do campo \| ai³la³ne³ki³su² \| \| \| árvore \| jatobá do campo \| wa³ya̱³la³ne³ki³su² \| \| \| árvore \| jaca do campo \| ta³nuh³su² \| fruta comestível \| \| árvore \| jatobá do mato \| kxãu³ki³jo²li³ne³ki³su² \| madeira dura \| \| árvore \| jaboticaba do campo \| ã̱³lxũ̱h³nxa³ne³ki³su² \| \| \| árvore \| jaboticaba do mato \| wa³la³kat³su² \| \| \| árvore \| lixeiro \| kah³leh³ne³ki³su² \| \| \| árvore \| maracujá do mato \| wa²lo¹lo¹ta³lxẽh¹no²su² \| carne branca \| \| árvore \| mangaba \| ka³ti̱³ka³ne³ki³su² \| para fazer bola \| \| árvore \| pau-doce \| ta³kun³ta³ne³ki³su² \| flor amarela, início da chuva, bom para o estômago \| \| árvore \| pau-de-leite \| ũ³la³ne³ki³su² \| água do pau preta como genipapo, bom para fazer desenhos no corpo \| \| árvore \| pororoca \| taih³nãun³ta³ne³ki³su² \| \| \| árvore \| pau-cerrado \| kã³yã³nhãi²ne³ki³su² \| flor amarela na seca \| \| árvore \| pau-do-papagaio \| ã̱u³la²ta²ne³ki³su² \| \| \| árvore \| piúva \| a̱³la̱³ne³ki³su² \| chá da casca bom para bronquite \| \| árvore \| pequi do campo \| a̱³lxa³ne³ki³su² \| amassar folhas e passar na barriga da mulher grávida para facilitar parto \| \| árvore \| pau-doce do mato \| yã³lxãu³ne³ki³su² \| \| \| árvore \| pau da terra \| ya³nai²la³ne³ki³su² \| \| \| árvore \| pau-carrote \| yax³khh³la³ne³ki³su² \| \| \| árvore \| peroba-branca \| wxauh³ne³ki³su² \| bom parar carroçaria de caminhão \| \| árvore \| patuá \| wen²tau²ta³ne³ki³su² \| \| \| árvore \| pequi do mato \| wa³tu³ka³ne³ki³su² \| também ha³lai³ne³ki³su² \| \| árvore \| pau-do-jacaré \| wah³ka³la²yxe²ka³ne³ki³su² \| do brejo \| \| árvore \| peroba-rosa \| ta̱n³ta³ne³ki³su² \| \| \| árvore \| pau-carrote \| thẽ³ka²txi³su² \| \| \| árvore \| pitomba do campo \| sa³txa̱u³ne³ki³su² \| fruta verde como figo, tem caroço \| \| árvore \| pau-de-leite \| i³la³ne³ki³su² \| bom para inchaço do estômago \| \| árvore \| pitomba do mato \| ha̱³la̱t³tẽ³ki³su² \| \| \| árvore \| pau-breo \| thẽ³ka²txi³su² \| \| \| árvore \| pariri \| thãu³lhu² \| \| \| árvore \| quino \| yah³lain³ne³ki³su² \| flor branca, bom para embira, bom para fraqueza e dor de cabeça \| \| árvore \| quindaiu \| ya³wa³sa³ne³ki³su² \| para embira \| \| árvore \| sumaneira \| yo³ka³ne³ki³su² \| para lenha \| \| árvore \| sucupira \| nũ̱³sa³ne³ki³su² \| mastigar sementes para dor de garganta, madeira dura bom para lenha \| \| árvore \| seringueira \| wa³lit¹tẽ³ki³su² \| \| \| árvore \| sucupira \| kũ³ne³ki³su² \| para pilão \| \| árvore \| siriva \| ka³yi̱³sa³ne³ki³su² \| folhas bom como sabão para lavar roupa \| \| ave \| curicaca \| tã³tãh²su² \| bico não comprido, pernas curtas, marrom e preto, família do urubu \| \| ave \| ema \| txa̱³su² \| \| \| ave \| garcinha-branca \| wa³kã³lhu² \| \| \| ave \| garça-branca \| wa³kã³la²ta³su² \| \| \| ave \| jacutinga \| ka̱³yi̱³su² \| pode ser cujubi \| \| ave \| marreca \| ton³ta²kã¹su² \| \| \| ave \| mutum-cavalo \| wi³ti³su² \| \| \| ave \| seriema \| kwa³la̱t³su² \| \| \| ave \| socó-boi \| wa³nũ³la³ta³su² \| marrom \| \| ave \| urubu do campo \| wa̱i³sãu²lhxu² \| \| \| ave \| urubu (geral) \| wa³lu³sxu² \| \| \| ave \| urubu \| wa³lu³ka²tã³ka³txi³su² \| \| \| ave \| urubu-rei \| wa³luh³xa² hã³ka³nu²su² \| \| \| \| batata \| wẽ³sa³ki³su² \| \| \| \| batata \| a²si³tũ³su² \| \| \| \| batata do mato \| i³la³ki³su² \| \| \| \| batata doce \| wxh³sxu² \| \| \| \| batata doce \| wxh³sa²ka³lau³lẽn³su² \| comprido, roxa por dentro, branco por fora \| \| \| batata doce \| wxh³han³txi³su² \| redonda \| \| \| besouro \| tũn³ti³su² \| \| \| \| besouro-de-chifre \| -wa³ne³ta³lã³ki³su² \| \| \| \| cabaça \| wa̱³lat³su² \| \| \| \| cabaça-do-pajé \| wa³la³ta² wa³ne³ka³yãu²su² \| \| \| \| cachorro \| wai³a³lxi³su² \| \| \| \| cágado \| kon³sxu² \| grande, comestível \| \| \| camarão \| a̱in³ta̱³ki³su² \| \| \| \| cangambá \| wa³jo³su² \| \| \| \| capim \| ha³la̱³lxah³la²ti³su² \| \| \| \| capim \| ti̱³sxu² \| \| \| \| capim \| si³sa³wã³la³ki³su² \| parece centeio, somente na terra vermelha \| \| \| capim do campo \| kai³la³wxi¹su² \| \| \| \| capim-santo \| ya³kan³nxãn³su² \| \| \| \| capim-serrote \| wẽ̱n³su² \| na beira do côrrego \| \| \| capim, sapé \| ka³tĩ³ka²txãn³sxu² \| ferver raiz e tomar para dor dos rins \| \| \| capim, telha \| wa̱ih³nxãn³sxu² \| \| \| \| capivara \| ũ³su² \| \| \| \| capão \| yut³su² \| \| \| \| cará-da-roça \| hax³ki³su² \| \| \| \| cará do mato \| tãu³wãi²ha³lxi³su² \| também ka³tai³ki³su², água venenosa \| \| \| caramujo grande \| wa̱³lxoh³su² \| \| \| \| carrapato \| yũ³su² \| \| \| \| carrapato \| ya̱³te̱t³su² \| caiem de milhares de um galho \| \| \| carrapato de animais \| tot³ta²ta³su² \| \| \| \| carrapicho \| ne³ka̱³la³ki³su² \| raiz mixturado com água bom para anemia \| \| \| centopéia \| hã³yxãu³hã³yxãu³ti³su² \| \| \| \| centopéia \| kwa³la³lxa¹la²nãu³su² \| \| \| \| cigarra \| a̱i³na² nãin²nãin²ki³te²su² \| \| \| \| cigarra \| ta³lãu³a² sĩ³yxũ¹yxũ¹ki²te²su² \| \| \| \| cigarra \| he³sa³win³ti³su² \| na época da seca \| \| \| cigarra \| a³ti³a² ta³la²la²ki²te²su² \| \| \| \| cigarra, afiador de machado \| eh³xa² e³jah¹lo²su² \| \| \| \| cigarra, grande \| a̱³la³kãu³kãu³ka³lxi³su² \| faz barulho alto \| \| \| cigarra (geral) \| ki̱³ki̱t³su² \| \| \| \| coco-da-baía \| hau³ka²ta³ne³ki³su² \| \| \| \| coco de tucum \| a³lo³ki³su² \| \| \| \| cogumelo \| nẽ̱³wxã̱u³la³ki³su² \| jabuti come \| \| \| cogumelo \| ka³tĩ³sa³na³nxẽn³su² \| macia, não comestível \| \| \| cogumelo do campo \| wẽ³ha²ta³su² \| tamanho de ovo de galinha, se esmagar vai chover \| \| \| cipó \| wha³lxi̱¹kxẽ¹su² \| branco, como sabão, bom para dar banho no cachorro \| \| \| cipó \| wha³lxi¹tĩh³no²su² \| grossura 10 cm \| \| \| cipó-do-capoeiro \| kwã̱³kxẽh¹no²su² \| água do cipó é fortificante, doce \| \| \| cipó, batata do mato \| ka̱³lhu² \| comestível, amarga \| \| \| cipó, contraceptivo \| whx³ka³lxi³su² \| somente para mulher jovem, folhas bom para inchaço, parece capim \| \| \| cipó, timbó \| sa³su² \| para matar peixe \| \| \| cipó, timbó \| kũ̱n¹su² \| para matar peixe \| \| \| cipó-três-quinas \| kũ̱n¹su² \| para matar peixe \| \| \| cipó, xampu do mato \| kã̱u³lĩh³no²su² \| amassar sementes para fazer sabão \| \| cobra \| cobra \| ka³ya³lhu² \| \| \| cobra \| cobra \| a³lu³la³yai³su² \| \| \| cobra \| cobra-de-areia \| ka³yã³len³ki³su² \| não venenosa, marronzada \| \| cobra \| cobra-de-calanga \| wã̱ux³ni̱³su² \| marrom \| \| cobra \| cobra-de-peixe \| ha³yu³lxa²txi³su² \| venenosa \| \| cobra \| cobra amarela \| txi³ki³sa³te³te²su² \| também sa³nai³ni³ha³lo²su² \| \| cobra \| boipeva \| ya³wẽ³a³ta³su² \| venenosa \| \| cobra \| caninana \| ya³lan³txih³sxu² \| \| \| cobra \| cobra-canta-galo \| ka³txi³tun³su² \| preta, não venenosa \| \| cobra \| cascavel do campo \| wa³yai³ya³li³su² \| \| \| cobra \| cobra-cega \| ka³tũ³ka³tũ³lhu² \| come formiga \| \| cobra \| cobra-coral grande \| ya̱³li̱³kat³tũ³su² \| \| \| cobra \| cobra-coral pequena \| ka³la³nxũ³yau³su² \| \| \| cobra \| jararaca \| waik²ki³su² \| \| \| cobra \| jararacuçu \| tu³lxã³la²ta³su² \| \| \| cobra \| jararaca \| sĩh³xa²ta³su² \| \| \| cobra \| jiboia \| wa³ta³la²si³han³txi³su² \| \| \| cobra \| jiboia \| nũ̱³yxai³su² \| \| \| cobra \| jiboia do mato \| e³lhãi³su² \| \| \| cobra \| sucuri \| txih³xa²ta³su² \| \| \| cobra \| surucucu \| wa³ya³ya³la²ta³su² \| \| \| cobra \| cobra, venenosa \| kwa³ya³la³la²ta³su² \| \| \| cobra \| cobra (geral) \| txih³sxu² \| \| \| \| coruja, do campo (geral) \| wa³yxen³ti³su² \| marrom \| \| \| coruja, grande do mato \| khu³khu³lhxu² \| também hi³a²ta³su² \| \| \| coruja mocho-diabo \| ya³tai³ki³su² \| \| \| \| coruja, suindará \| nũ̱³hã³su² \| \| \| cupim \| cupim \| ã³lĩ²su² \| casa grande \| \| cupim \| cupim \| wã³lã³lã̱³lhu² \| casa comprido no alto de uma árvore \| \| cupim \| cupim \| ki̱³su² \| também ti̱³lhu² \| \| cupim \| cupim \| kwã̱³la³kan²te²su² \| no lado dum árvore junto com abelha si³kan²su² \| \| cupim \| cupim \| kwa³si³lhu² \| parecido do ti̱³lhu², formigueiro mais alto e mais pontudo \| \| cupim \| cupim do brejo \| kwã̱³la³ti²ki³su² \| parecido do wa³lax³ti³su² \| \| cupim \| cupim do mato \| ũ̱³su² \| \| \| cupim \| cupim (filhote) \| ti̱³la²ki³su² \| \| \| cupim \| cupim amarelo \| tu³ta³su² \| no campo, formigueiro grande \| \| cupim \| cupim fura-pau \| wa³la²lhu² \| \| \| cupim \| cupim preto \| ya²na̱³la²ka³sũ³ka³ta²si³ẽ¹nãn¹te²su² \| na oca do pau \| \| cupim \| cupim preto \| wa̱³si̱²wa̱³sh¹ka³lxi²su² \| \| \| cupim \| cupim preto \| wa³lan³txi³su² \| \| \| cupim \| cupim vermelho \| wxi²hun²su² \| na árvore \| \| cupim \| cupim vermelhinho \| nũ̱³yau³su² \| \| \| cupim \| cupim (filhote) \| ti̱³lhxu² \| \| \| cupim \| cupim (quase) \| wa³nãn³su² \| formigueiro num galho alto \| \| \| erva daninha \| ũ³yen³ki³su² \| \| \| \| erva-daninha, bucha-de-veado \| ya³ta³la² yxo³ki³ya³le̱t³su² \| \| \| \| erva, cidreira \| ya³kan³nxãn³su² \| \| \| \| escorpião, médio \| wa̱un³su² \| no pau \| \| \| escorpião, pequeno \| sxe³sxe³ki³su² \| \| \| \| escorpião, grande \| sa³li³sa³li³su² \| \| \| formiga \| formiga \| kwxã̱i³nxĩ³su² \| parece tocandira pequena, vive na oca do pau \| \| formiga \| formiga \| kai³lhu² \| formigueiro alto, comestível \| \| formiga \| formiga \| kai³la³ki³ha³lo²ki³su² \| formigueiro baixo, comestível \| \| formiga \| formiga-de-fogo \| wãt³su² \| vermelhinha \| \| formiga \| formiga do mato \| kha̱u³lhxu² \| \| \| formiga \| formiga-leão \| i³len³ki³su² \| \| \| formiga \| formiga-anzolinha \| ya³ki³ki³sxu² \| morde pé mas não larga \| \| formiga \| formiga-boca-azeda \| ye¹lhu² \| casa num galho, faz barulho quando passar em baixo, beber e banhar na casca da casa dele para fraquesa, figado, fel \| \| formiga \| formiga-correição \| wa³sa²sãk¹ka³lxi²su² \| come baratas, preta \| \| formiga \| formiga-carregadora \| sxa²su² \| comestível \| \| formiga \| formiga-carregadora do brejo \| kãx³yãu³lhu² \| \| \| formiga \| formiga içá \| sa̱³wã̱n³sxu² \| \| \| formiga \| formiga preta \| yax³ko³lhxu² \| \| \| formiga \| formiga preta \| ta³lãn³su² \| \| \| formiga \| formiga preta \| sxih²xa²ta³ta³ka³lxi³su² \| tipo tocandira \| \| formiga \| formiga saúva \| wa³yi̱³lhxu² \| \| \| formiga \| formiga tocandira \| sxi³sxu² \| preta \| \| formiga \| formiga tocandira \| sxih³xa² ht³su² \| voadora \| \| formiga \| formiga tanajura \| sa³wã̱n³ki³su² \| voadora \| \| formiga \| formiga voadora \| ye³wa²lon¹ta²ki³su² \| \| \| formiga \| formiga vermelha \| ya³ku¹ya³kxu¹ka³lxi²su² \| do mato \| \| \| formigueiro da formiga-carregadora \| sa³wã̱³ti²ki³su² \| também sa³wã̱³nũ̱³su² \| \| \| formigueiro da formiga carregadora \| sa³wã̱³nũ̱³su² \| também sa³wã̱³ti³ki³su² \| \| \| fruta da pomba \| txãu³ta³ne³ki³su² \| \| \| \| fruta do campo \| txau³sa³su² \| parece banana, não comestível, água bom para feridas \| \| \| fruta do lagarto \| ta³lãu³a²sã³nẽ³kxi³su² \| fruta do campo \| \| \| fruta do macaco \| ho³sa²la³ki³su² \| fruta para hot³su², marrom \| \| \| fruta do pássaro \| kha³khã²su² \| verde, parece fruta de lobo mas não pode comer \| \| \| fruta venenosa do mato \| sa³na³sa³ki³su² \| \| \| \| fruta venenosa \| kwãh³nah³la³ki³su² \| se comer vai matar \| \| \| fruta, caqui \| a̱³la¹ki³su² \| \| \| \| fruta geral \| hi³ki³su² \| \| \| \| fruta, gravatá \| kwhit³su² \| parece abacaxi pequeno \| \| \| fruta, marmelo pequeno \| ya³li²ti³su² \| \| \| \| fruta, marmelo \| thãu³lhu² \| \| \| \| gafanhoto \| ta³ka²ta³su² \| \| \| \| gafanhoto do campo \| sa³ka³sa³ka³ta³lxi³su² \| marrom \| \| \| gafanhoto, tucura \| a̱³la²wxa̱n²ki²ki³su² \| \| \| \| gafanhoto verde \| a̱³la²lo³lxo³su² \| não comestível \| \| \| gafanhoto, tucura-de-pedreiro \| tu³ka³lxa³la²ta³ki³su² \| amarelo \| \| \| gafanhoto (geral) \| ta³ki³su² \| \| \| \| gafanhoto, tucura verde \| kwa³ya³sa²sa³te³sa³te̱n³ti³su² \| \| \| \| gafanhoto, tucura vermelho e preto \| ki³sa³ti³su² \| \| \| \| gafanhoto (geral) \| ka³yat³su² \| comestível, grande \| \| \| gafanhoto, verde \| ka³wã³ka²ta³ki³su² \| \| \| \| gafanhoto, tucura de sapé \| ka³tĩ³ka³ta²ta³ki³su² \| \| \| \| gambá \| yax³wa³lhu² \| branco, ninho na oca do pau \| \| \| gambá \| yax³wa³la³wi²hẽn³su² \| amarelinha, ninho nos galhos dum árvore \| \| \| gambá \| sa³la³kwãn³su² \| do chão \| \| \| gambá do mato \| yax³wa³la²ta³su² \| \| \| \| gambão \| nĩn²sxu² \| \| \| gavião \| gavião \| taut²jen³su² \| do mesmo grupo com gavião real \| \| gavião \| gavião-bico-de-gancho \| ka³yai²su² \| campo \| \| gavião \| bacurau, tuju-coriango-de-quatro-horas \| hi³a² nũ³kwhã̱i¹su² \| do dia \| \| gavião \| gavião-caçador \| wa³li³na³lan²txi³su² \| parecido com kxh¹su² \| \| gavião \| curucuturi \| ta̱³kã̱³ta̱³kã̱³su² \| campo \| \| gavião \| gavião-cabeça-branca \| taut²tã³nẽ³hãn³ti³su² \| do mato \| \| gavião \| gavião-caçador \| kxh¹su² \| parecido com wa³li³na³lan²txi³su² \| \| gavião \| curiango \| kwa³ya³su² \| \| \| gavião \| curiango-de-cauda-longa \| kwa³si²ti³su² \| \| \| gavião \| curiango-tesoura \| kax³lu³lhu² \| também kwa³yxa³su² \| \| gavião \| gavião do mato \| wa³yi³lhu² \| \| \| gavião \| gavião-de-peixe \| ut³jen³su² \| do mesmo grupo com kwi¹kwi¹ki³su² \| \| gavião \| gavião do mato \| tãn³tãu¹ta³lxi³su² \| \| \| gavião \| gavião-do-tatu \| tau²ta̱³lat³su² \| do mesmo grupo com gavião real \| \| gavião \| gavião do campo \| tau²ta²kwah³ya̱³lhxu² \| do mesmo grupo com tãn³tãu¹ta³lxi²su² \| \| gavião \| gavião-de-cabeça-cinza \| nxãn³tãu¹ta³lxi²su² \| \| \| gavião \| gavião do mato \| kwi̱¹kwi̱¹ki³su² \| do mesmo grupo com ut³jen³su² \| \| gavião \| gavião-das-asas-castanhas \| a²lũ¹wãi²lhu² \| come carrapato das costas de gado \| \| gavião \| falcão-mateiro-de-olhos-brancos \| sa³na̱³kxa²hoh³lxi³su² \| \| \| gavião \| grogotori \| wai²kxã̱u³su² \| do mato \| \| gavião \| gavião-pintado \| ka³si²li¹su² \| \| \| gavião \| gavião-preto \| ain³yũ³yau³su² \| do mato \| \| gavião \| gavião-real \| tau²ta²ta³ka³lo³sa³ti³su² \| também tau²ta³lu³su², grande do mato \| \| gavião \| tesoureiro \| ta̱³wi̱³ta̱³wi̱³sxu² \| \| \| gavião \| tauató \| ti³ti¹ki³su² \| \| \| gavião \| gavião (geral) \| taut²su² \| \| \| \| grilo \| wi²ka³lxãi³sa³kxi³su² \| meio roxa \| \| \| grilo \| tã̱i²tã̱i²lhu² \| também ya³wĩ³la²ta³su² \| \| \| grilo \| kwa³ta³la² a²la¹jah³lo²su² \| anda com rabo erguido no alto \| \| \| grilo do brejo \| ka³li³lit³su² \| cor de cinza \| \| \| grilo (geral) \| ka³lu³lhu² \| \| \| \| imbira geral \| sa̱³la³ne³ki³su² \| \| \| \| inhame \| kã̱u³lhxu² \| \| \| \| inseto \| tih³ha²ta³su² \| \| \| \| inseto \| a³lxu³su² \| \| \| \| jabuti \| ha³ti³ka³yu³yah³wxat³su² \| comestível \| \| \| tartaruga, jabuti do rio \| ha³ti³ka³nũ³yait³su² \| ovos e carne comestível \| \| \| tartaruga, jabuti do rio \| ha³ti³ki³wa³lĩh³ki³su² \| pequeno \| \| \| tartaruga, jabuti do rio (geral) \| ha³ti³ki³su² \| \| \| \| jabuti-vermelho \| ha³ti³ka² yãi³ki³su² \| diameter 15 cm, não comestível \| \| \| jabuti, cágado \| yu³tã̱u³lhxu² \| \| \| \| jaguatirica \| ya²na¹la²kãu²lhu² \| \| \| \| lagarta \| ẽ²ẽh¹nãu³su² \| \| \| \| lagarta \| ya³li³wxauh³nãu³su² \| causa dor agude no contato \| \| \| lagarta \| ka³ti³hu³ka³nãu³su² \| também ta³sa̱u³ka²tãu³su² \| \| \| lagarta \| hi³nãu³su² \| \| \| \| lagarta de buriti \| he³nãu³su² \| \| \| \| lagartixa \| ta³lãu³su² \| comestível \| \| \| lagartixa \| sĩ³xa²tai³su² \| perigosa \| \| \| lagartixa, camaleão \| kat³jã̱un³su² \| \| \| lagarto \| lagarto \| sĩ³sxu² \| nas árvores \| \| lagarto \| lagarto \| ka³txi¹sxu² \| sobe árvore \| \| lagarto \| lagarto da beira do rio \| txã̱u³lhxu² \| comestível \| \| lagarto \| lagarto do campo \| sin³txi³su² \| \| \| lagarto \| lagarto do campo \| ka³lau¹lhu² \| \| \| lagarto \| lagarto do campo \| ya³na̱³la³yai³nãu³su² \| \| \| lagarto \| lagarto do mato \| wha³len²te²su² \| vem na época da seca \| \| lagarto \| lagarto do mato \| khu³sa³ti³su² \| \| \| lagarto \| lagarto teiú \| nũ³ta³su² \| grande, vermelho \| \| lagarto \| lagarto, grande \| nut³su² \| \| \| lagarto \| lagarto, preto \| ya³na̱³la² yxe²ta³kwẽ̱³ta³kwẽ̱³su² \| pequeno \| \| lagarto \| lagarto (geral) \| ya³na̱³lhu² \| \| \| \| lobinho \| wai³a³lxa²ta³lã²tẽn³su² \| \| \| \| lobo \| hau³sxu² \| \| \| \| lobo-do-mato, preto \| wai³a³lxa² ka̱¹kã̱x¹ta³lxi²su² \| \| \| \| lobo-do-mato \| na̱³pa̱u³ki³su² \| \| \| \| macaco-de-pau \| hi³a²ta³su² \| \| \| macaco \| macaco-da-noite \| ka³yi̱³ka³yi̱³su² \| \| \| macaco \| macaco-barrigudo \| ho³sxa²khin³ti³su² \| \| \| macaco \| bugio \| khauh³la²txun³txi³su² \| também ka³lĩn³su², não cabeludo, preto \| \| macaco \| bugio-vermelho \| i³la²nẽ³nẽ̱³sxu² \| \| \| macaco \| cachingango \| ka³lxĩn³ti³su² \| \| \| macaco \| guariba \| i³lhu² \| \| \| macaco \| japuça \| ho³sxa²si³ti³su² \| \| \| macaco \| paraguaçu \| khauh³li³su² \| \| \| macaco \| macaco-prego \| hot³su² \| \| \| macaco \| coatá \| ho³sxa²ta³su² \| \| \| macaco \| sagui-piranga \| ta³ki²su² \| \| \| macaco \| zogue-zogue \| ka³to¹su² \| \| \| mandioca \| mandioca da água \| wa³li³ya²na¹lhu² \| para fazer massa \| \| mandioca \| mandioca da água, doce, braba \| wa³li³nxã̱un³te²su² \| \| \| mandioca \| mandioca da água \| wa³lin³ya³la³ha²ta³su² \| para fazer massa \| \| mandioca \| mandioca da água \| wa³lin³taut²su² \| \| \| mandioca \| mandioca da água \| wa³lin³kon³su² \| \| \| mandioca \| mandioca, macaxeira \| wa̱³ya̱³ka̱³lhu² \| \| \| mandioca \| mandioca, macaxeira \| wa³li³ya³ka̱³lhu² \| \| \| mandioca \| mandioca, da água \| wa³li³wen²su² \| \| \| mandioca \| mandioca, braba, azul \| wa³li³sa³wit³te²su² \| também wa³li³ta³la³lhu², para fazer massa \| \| mandioca \| mandioca, braba \| wa³li³ni²te²su² \| também wa³li³nxa² ĩ²te²su², roxa \| \| mandioca \| mandioca, macaxeira \| wa³li³ka̱³lhu² \| folhas compridas de sete partes \| \| mandioca \| mandioca, braba \| wa³li³fa³lĩ²su² \| para fazer farinha \| \| mandioca \| mandioca, doce \| wa³lin³ta³lai²su² \| para fazer massa \| \| mandioca \| mandioca, braba (geral) \| wa³lin³sxu² \| \| \| mandioca \| mandioca, amarela, braba \| wa³lin³sa³te³te²su² \| folhas curtas de cinco partes, para fazer massa \| \| mandioca \| mandioca, braba \| wa³lin³khai³sxu² \| branca, para fazer massa \| \| marimbondo \| marimbondo-xire \| ã³nxa̱i²su² \| casa grande de madeira mastigado \| \| marimbondo \| marimbondo-branco \| ya̱³li̱³ki³ta²su² \| \| \| marimbondo \| marimbondo-piacá \| yan³sxu² \| \| \| marimbondo \| marimbondo-chapéu \| wẽ³wẽ³lhxu² \| \| \| marimbondo \| marimbondo \| tu¹ta²kwa³lxi²su² \| casa de papel em baixo duma folha \| \| marimbondo \| marimbondo \| kũ̱n³ti³su² \| \| \| marimbondo \| marimbondo (geral) \| ha³lut²su² \| \| \| marimbondo \| marimbondo \| ha³la³sa³jãi³ti³su² \| casa de barro no parede \| \| \| mariposa, traça \| wã³yã³kãu³kã³nãu³su² \| \| \| \| mariposa, traça \| wã̱³sa³ti³su² \| \| \| \| minhoca \| yũ³yũ³ki³su² \| \| \| \| morcego \| ka³lu³sa³ta²yot³su² \| mora na folha larga \| \| \| morcego \| ka³lu³sa³ta²wã³la³la³lhu² \| vive num formigueiro desocupado \| \| \| morcego (geral) \| ka³lu³sa³ti³su² \| \| \| \| morcego, pequeninho \| ka³lu³sa³ta²lu³wẽ³ha³lxi³su² \| \| \| \| morcego, pequeninho \| ka³lu³sa²ta²ka³li̱³sa³ki³su² \| \| \| \| morcego, vampiro \| ka³lu³sa²ta²ta³su² \| muitos juntos numa oca do pau grande \| \| \| mosca \| yxã̱²yxa¹kxi³su² \| gosta suor da gente \| \| \| mosca \| tẽ̱³lhxu² \| \| \| \| mosca \| a³la̱³xa²ta³su² \| \| \| \| mosca, carapanã \| ha³lxo³lxa²ta³su² \| \| \| \| mosquito \| nĩ³nĩ²su² \| \| \| \| mutuca preta \| sũx³xa²ta³su² \| \| \| \| mutuca (geral) \| ka̱³yã̱i³la³ki³su² \| \| \| \| muçum \| a̱in³sa̱³lhu² \| comestível \| \| \| muçum \| wat³ja³lu³su² \| \| \| \| muçum \| wah³yau³su² \| \| \| onça \| onça \| a̱³lxa²ya²na¹lhu² \| como quati \| \| onça \| onça \| ya²na¹la²it³ti³su² \| pequeninho \| \| onça \| onça \| ya²na¹la² wa³yau³a³li³su² \| vive no mato grosso \| \| onça \| onça \| win³su² \| \| \| onça \| onça \| wai³a³lxa²ya²na¹lhu² \| \| \| onça \| onça \| tai³ka³lxi³su² \| \| \| onça \| onça \| ho³sxa²ya²na¹lhu² \| pequena \| \| onça \| onça, marrom \| ya²na¹la² khin³ki³te²su² \| \| \| onça \| onça-parda \| ya²na¹la²nẽ³nẽ̱³su² \| \| \| onça \| onça-pintada \| ya²na¹la²ta³su² \| \| \| onça \| onça-preta \| ya²na¹la²tun³te²su² \| \| \| onça \| onça (geral) \| ya³na¹lhu² \| \| \| \| ouriço \| yã³nũ̱³yã³nxũ̱³ka³lxi²su² \| ninho na oca do pau \| \| \| ouriço \| a³lo³xa²ta³su² \| \| \| \| paca \| wa³lu³tã²nxa³ko³te²su² \| tipo de ariranha \| \| \| paca \| wa³lut³su² \| \| \| palmeira \| palmeira \| ka³la̱n³ne³ki³su² \| \| \| palmeira \| açaí \| wa³sa³ki̱¹ka³ne³ki³su² \| \| \| palmeira \| paxiúba \| a̱i³na² ki³whxẽ³ta²ne³ki³su² \| \| \| palmeira \| bacaba \| wen²ne³ki³su² \| \| \| palmeira \| guariroba \| ku³la³ne³ki³su² \| \| \| palmeira \| guariroba \| kwã³lhĩ³sa³ne³ki³su² \| \| \| palmeira \| paxiúba \| ka³yxi³sa³ne³ki³su² \| \| \| palmeira \| buriti \| he³la³ne³ki³su² \| \| \| palmeira \| bocaiúva \| a³lũ³ka³ne³ki³su² \| \| \| pássaro \| pássaro (geral) \| a̱i³ki³su² \| \| \| pássaro \| arapaçu-subideira \| ha³lu²su² \| \| \| pássaro \| anu-branco \| ti²lhxau³su² \| \| \| pássaro \| bem-te-vi \| ta²yãix³yãi³lhu² \| marrom e amarelo \| \| pássaro \| urubuzinho \| kwa³lxi²hai²hai²ta³lxi²su² \| preto, peito branco, do mato \| \| pássaro \| anu-coroca \| sa³we̱³ka̱³lxi²su² \| \| \| pássaro \| arara-canindé \| ã³lã³su² \| \| \| pássaro \| arara-piranga \| ã³lã³a² ht³su² \| \| \| pássaro \| arara-vermelha \| ã³lã³a² ti³ki³su² \| \| \| pássaro \| biguá-tinga \| h³na² ka³yi̱³su² \| \| \| pássaro \| papagaio (geral) \| ã̱u³lhxu² \| \| \| pássaro \| taperá-de-colar-branco \| e̱³su² \| \| \| pássaro \| pica-pau-de-fronte-amarela \| e̱³la³kẽ̱³kẽ̱³su² \| \| \| pássaro \| jacu \| a̱³la̱³a²ta³su² \| \| \| pássaro \| jacupemba \| a̱³lxa²su² \| \| \| pássaro \| frango-d'água-azul \| ya̱³la̱³ya̱³la̱²ka³lxi³su² \| \| \| pássaro \| bacurau-ocelado \| ya̱u³ka³tau²ah³lxi³su² \| \| \| pássaro \| andorinha-cabeça-queimada \| ya³lẽ³ta³la²wa³lo³lon³txi³su² \| preto, peito branco \| \| pássaro \| andorinha-azul-e-branca \| ya³lẽ³ta³lxi³su² \| \| \| pássaro \| araçari \| ya³la³na² tũ³tũ¹ki³su² \| \| \| pássaro \| araçari-cintado \| ya³la³na² ã³wa³ta̱³su² \| \| \| pássaro \| araçari-de-bico-amarelo \| ya³la³na² ta³ka̱³lxu³lhu² \| \| \| pássaro \| araçari-de-nuca-castanha \| ya³la³na² kwa³yi³ti³su² \| pequeno, amarelo e preto \| \| pássaro \| rolinha \| wẽ³su² \| \| \| pássaro \| cambaxirra \| wẽ³sa² ya³lu¹ye²te²su² \| \| \| pássaro \| sebinho-de-cauda-curta \| wẽ³ha² ya²lu¹ta³lxi²su² \| \| \| pássaro \| pica-pau \| wã³ka²nut¹su² \| \| \| pássaro \| inambu-galinha \| wã̱n³ti³su² \| nome genérico para jaó \| \| pássaro \| urubuzinho \| wa̱³la̱³ka̱³ta̱³su² \| branco, parece gralha \| \| pássaro \| periquito-de-asa-dourada \| wa̱it³su² \| \| \| pássaro \| canário-da-terra \| wxa²ha²lu¹ha²lu¹ta³lxi³su² \| \| \| pássaro \| bacurau-ocelado \| whãi²whãi²yau³su² \| \| \| pássaro \| codorna \| wa³yau³li³su² \| \| \| pássaro \| jaó \| wa³ho²ta³su² \| \| \| pássaro \| maitaca \| wai³sa²ta³su² \| corpo verde, cabeça azul \| \| pássaro \| urutau, mãe-da-lua \| ut²ti³su² \| \| \| pássaro \| jacamim \| tũ³tũ¹ti³su² \| \| \| pássaro \| jaó \| tã³wai²ya²lu¹ki³su² \| rabo curto \| \| pássaro \| periquito-de-cabeça-preta \| ta̱³li̱²su² \| \| \| pássaro \| inambu-xororó \| ta̱³lhxu² \| \| \| pássaro \| pedreiro \| tu³ka³lxu³lhu² \| \| \| pássaro \| dançarino-de-cabeça-vermelha \| tu³ha²ne³yon³su² \| \| \| pássaro \| surucuá \| to³to¹ki³su² \| \| \| pássaro \| suiriri-de-garganta-branca \| tih²lxi³su² \| canta muito alto \| \| pássaro \| bem-te-vi-do-bico-chato \| ta³yãi³yxãi³lhu² \| \| \| pássaro \| batuíra grande \| ta³wxi²su³su² \| \| \| pássaro \| gralha-de-topete \| ta³nẽ³nẽt³su² \| \| \| pássaro \| gralha-de-crista-negra \| ta³nãn³su² \| \| \| pássaro \| beija-flor \| ta³nuh³nh¹lhxu² \| \| \| pássaro \| beija-flor \| ta³nuh³ni̱¹lxa² wai³wai³lxa³ki³su² \| \| \| pássaro \| gralha do campo \| ta³ne³net³ta² tun³ti³su² \| \| \| pássaro \| pica-pau-branco \| ta³lĩ¹su² \| \| \| pássaro \| maitaca do campo \| ta³leh³su² \| cabeça amarela \| \| pássaro \| arara-nanica \| sã³lhu² \| \| \| pássaro \| joão-de-pau \| sxĩ¹sxĩ¹ta³lxi²su² \| \| \| pássaro \| arapaçu de superfício branco \| su²lhu² \| \| \| pássaro \| tesoura \| si³ta³kai³kai³lhu² \| também sih³wxh¹sa²tũ³kxi³su² \| \| pássaro \| tirziu \| si³sa³ki³su² \| marrom \| \| pássaro \| periquito-de-asa-amarela \| sa³wi²lhu² \| azul \| \| pássaro \| anambé \| sa³te̱³ta³ki³su² \| \| \| pássaro \| sabiá-de-peito-pontilhado \| sa³na̱³ki³su² \| \| \| pássaro \| tico-tico-rei \| sa³lxu¹ki³su² \| \| \| pássaro \| martim-pescador \| sa³la³lhu² \| \| \| pássaro \| pica-pau negro \| sa³la³kxẽ̱¹ka³li²su² \| parte branco no traseiro \| \| pássaro \| alma-de-gato \| sa³kã̱¹lhxu² \| \| \| pássaro \| sanhaço-azul \| sa²te̱³kxa²ta³su² \| \| \| pássaro \| sabiá-laranjeira \| sau³ki³su² \| \| \| pássaro \| curió-bico-de-prato \| pi̱³pi̱²ta³lxi²su² \| macho preto, fémea marrom \| \| pássaro \| canário-da-terra \| kãu³la³ti³ki³su² \| marrom e branco \| \| pássaro \| chocão-barrado \| kxãu³la³ki³su² \| \| \| pássaro \| mosquiteiro-castanho \| kwi¹nxa²ki³su² \| \| \| pássaro \| pomba (geral) \| kwa³sxa³sxu² \| \| \| pássaro \| pomba-pedrês \| kwa³sah³xa²ta³la¹lhu² \| \| \| pássaro \| pomba-pocaçu \| kwa³sah³xa² sht³su² \| \| \| pássaro \| jandaia-estrela \| kwa³ne³ki³su² \| \| \| pássaro \| sabiá do campo \| kwa³la³ta³lxi³su² \| \| \| pássaro \| beija-flor \| kwait¹su² \| grande, preto \| \| pássaro \| periquito \| ka³yxi̱³lhu² \| \| \| pássaro \| picapauzinho \| ka³nah²ta³lhu² \| \| \| pássaro \| pica-pau-de-topete-vermelho \| ka³nah²su² \| \| \| pássaro \| pica-pau-de-peito-vermelho \| ka³nah²ne³sa³lãu³lhu² \| \| \| pássaro \| japu \| ka³lũ³sxu² \| marrom \| \| pássaro \| coró-coró \| ka³lo³ka³lxot³su² \| \| \| pássaro \| tiriba-pintada \| ka²li¹ka²li¹ka³ti³su² \| \| \| pássaro \| pica-pau do campo \| ju³jut²su² \| \| \| pássaro \| inambu-galinha \| hĩ³hĩ³lhu² \| \| \| pássaro \| inambu \| hãix¹ta̱³lhu² \| peito marrom \| \| pássaro \| coruja \| ho³ho³ka³lxi³su² \| \| \| pássaro \| macuco \| hoh²su² \| \| \| pássaro \| pipira-de-papo-vermelho \| he³lxa³yxo²kwa³lxi¹te²su² \| \| \| pássaro \| pica-pau-vermelho \| ha³lu²su² \| \| \| pássaro \| perdiz \| ha³lu²jen¹ki³su² \| \| \| pássaro \| anu-preto \| a³tĩ²a²ta³su² \| \| \| pássaro \| iraúna-de-bico-branco \| a³lũ³ka²hu³lhxu² \| \| \| pássaro \| joão-bobo \| a³lu³kwhi̱³la³kxi³ta²su² \| \| \| pássaro \| marreca \| a³hũ³la² ka̱³yi̱³su² \| \| \| pássaro \| encontro \| ka³lũ³xa²ya³lau³lhxu² \| \| \| pássaro \| torom-torom \| wha³lxi²wha³lxi²ta³lxi²su² \| cor marrom \| \| peixe \| peixe \| a³li³ta³kxah³lo²su² \| também ha³li³lhu², sempre com jacaré \| \| peixe \| bagre \| kwi¹lhu² \| \| \| peixe \| bagre grande \| kwi¹la²ta³su² \| \| \| peixe \| cabrinha \| ta³lxi³ki³su² \| cor pintada \| \| peixe \| cara \| ha³lhu² \| \| \| peixe \| chão \| wa³ho³a²ta³su² \| \| \| peixe \| dourado \| wha³li̱³lhxu² \| \| \| peixe \| enguia \| a̱in³nũ̱³ka³lxi²su² \| \| \| peixe \| enguia \| a²hũ³la²it²su² \| na região Manairisu yau³yi²su² \| \| peixe \| jau \| kwi¹la²ta³su² \| \| \| peixe \| jau \| kwi¹lhu² \| \| \| peixe \| lambarizinho \| yuh³sa²lxi³su² \| \| \| peixe \| lambari \| ya³te³lhu² \| \| \| peixe \| lambari \| ya³lũ²lhu² \| \| \| peixe \| lambari \| ya³lũ²la²ta³su² \| \| \| peixe \| lambari \| kwa³lxĩx³sxu² \| \| \| peixe \| lambari da lagoa \| hãu³su² \| come lodo \| \| peixe \| matrinchã \| wa³si³ki³su² \| \| \| peixe \| pacu-peva \| nxai³lhxu² \| \| \| peixe \| pacu-borracha \| khãi³ha³lxi³su² \| preto, pega só com flecha \| \| peixe \| pacu \| ka³lxa̱³su² \| amarelado \| \| peixe \| piauzinho vermelho \| ũ̱³ka²li¹su² \| \| \| peixe \| piavuçu \| wa³lau³kxi³su² \| também piava, grande \| \| peixe \| piauzinho \| hã³nxãu³lhu² \| come lodo \| \| peixe \| pintado \| a̱in³ka³ti̱³ki³su² \| \| \| peixe \| piranha \| a̱i³ni³la³ti³su² \| \| \| peixe \| robafo \| a̱in³ta³su² \| família lambari \| \| peixe \| robafo \| a̱in³na²ta³su² \| grande \| \| peixe \| traíra \| ha³yu³lhu² \| \| \| peixe \| traíra \| a̱in³ta³su² \| família lambari \| \| peixe \| trairão \| a̱in³na²ta³su² \| grande \| \| peixe \| tucunaré pequeno \| ya̱³lxo³su² \| \| \| peixe \| peixe (geral) \| a̱in³su² \| \| \| planta \| araçá-da-chuva \| ũh³yen¹ka³ne³ki³su² \| \| \| planta \| araçá \| ya³li³waun³ta³ne³ki³su² \| fruta com gosto de goiaba \| \| planta \| cipó do campo \| yãu³ka³ti³su² \| tipo maconha \| \| planta \| cipó de raposa \| yax³wa³la³hi²tũ̱¹ka³ne³ki³su² \| flor cor de rosa em janeiro, da coceira se cair em cima de alguém \| \| planta \| fruta do passarinho \| ka³ya³ka³ki³su² \| comestível \| \| planta \| genipapo \| yan³tsu² \| para fazer tinta azul \| \| planta \| imbira do jacu \| ya³lu³ka³sa̱³lhu² \| também a³la̱³a² sa̱³lhu² \| \| planta \| imbira do campo \| wã̱i³sa³sa̱³lhu² \| \| \| planta \| imbira do brejo \| wa̱¹sa̱³lhu² \| cheiro mal, proteção contra picada de cobra \| \| planta \| imbirosul \| wxa³ko³ka³sa̱³lhu² \| \| \| planta \| imbira-do-tatu-bola \| sa³li̱n³ta³sa̱³lhu² \| \| \| planta \| imbira-da-anta \| a²lũ¹a² ha³lxo¹ta³sa̱³lhu² \| \| \| planta \| ingá do campo \| ka³tũ³ka³tũ³la³ne³ki³su² \| também wa³ne³hu³la³ne³ki³su², fruta parece cobra sega \| \| planta \| ingá do mato \| ya̱³la³la²ne³ki³su² \| tem fruta \| \| planta \| ingá do mato \| ya³lxu³la³wxãu¹wãun¹ti³tẽ³ki³su² \| tem fruta \| \| planta \| ingá do mato \| ya³lxu³la³kan²tẽ³ki³su² \| \| \| planta \| ingá do brejo \| ya³lxu³la²ka³lxu¹hxan¹tẽ³ki³su² \| tem fruta, bom para matar peixe \| \| planta \| mandioca de curuja \| yah³wxa³tẽ³ki³su² \| \| \| planta \| piteira \| kax³lũ³su² \| \| \| planta \| sapopema \| kã̱i³ta³ne³ki³su² \| época da seca, flor branca, faz mel gostoso \| \| \| quati \| khai³sxu² \| \| \| \| rato-cururu \| ya̱³ki³su² \| do chão \| \| \| rato da cabeceira \| yu³lhxu² \| grande \| \| \| rato do campo \| si³lhu² \| comestível \| \| \| rato do campo \| a³lu³a²ta³su² \| comestível \| \| \| rato do mato \| kã̱i³ti³su² \| \| \| \| rato do rio \| wa³lut³ta² su³kxi³su² \| grande \| \| \| rato, camundongo \| sxu³lhu² \| \| \| \| sanguessuga \| yai³nih³no²su² \| \| \| \| sapinho \| wxh¹sxu² \| \| \| sapo \| sapo \| wxa̱³sxu² \| da lagoa, comestível \| \| sapo \| sapo \| phai²phai²lhu² \| \| \| sapo \| sapo \| ka³la̱³ka³la̱³su² \| \| \| sapo \| sapo \| ka³lxen³su² \| \| \| sapo \| sapo \| kax³le³na²ta³su² \| \| \| sapo \| sapo \| ja³lĩx¹ja³lĩ¹lhu² \| \| \| sapo \| sapo da água \| txa³na³txa³na³su² \| \| \| sapo \| sapo da árvore \| txãn³su² \| grande, verde \| \| sapo \| sapo da árvore \| kãu³la³txãn³su² \| verde \| \| sapo \| sapo da terra \| ha³lau³lhxu² \| \| \| sapo \| sapo da terra \| ha³lau³la²ta³su² \| \| \| sapo \| sapo do campo \| a³lxi̱³ta²ta³su² \| grande, no início das chuvas \| \| sapo \| sapo do campo \| sih³tuk³ki³su² \| \| \| sapo \| sapo, leiteiro \| wẽ³ha²ta³su² \| grande, vem na época da chuva \| \| \| taiá, amarelo \| tãn³ki³su² \| também ta³lo³ka³lu³sa³ki³su² \| \| \| taiá, branca \| ya³pxãn¹su² \| \| \| \| tamanduá-mirim \| wãi²su² \| \| \| \| tamanduá-bandeira \| ti̱³ka³lxi³su² \| \| \| \| taquara \| tũ³tũ¹ta³taut³su² \| para ponto de flecha \| \| \| taquara, jurupará \| a³lu³kwi̱³lhu² \| \| \| \| tarântula \| nãt³su² \| \| \| tatu \| tatu \| wa̱³la³la²ta³su² \| \| \| tatu \| tatu \| nũ̱³na²ta³su² \| do grupo quinze quilo, igualzinho do tatu liso \| \| tatu \| tatu-bola do campo \| a̱³lat³su² \| preto \| \| tatu \| tatu-bola do mato \| tut²ta³li²su² \| \| \| tatu \| tatu-canastra \| wa̱³la³lhu² \| \| \| tatu \| tatu-cascudo \| sa³nãi³su² \| talvez peba, yellow \| \| tatu \| tatu-galinha lisinho \| nũ̱n³su² \| \| \| tatu \| tatu-liso \| a̱³lhu² \| \| \| tatu \| tatu-quinze-quilos \| a̱³la²ta³su² \| \| \| \| tucano \| ya³la³na² kwa³yi³ti³su² \| pequeno, marronzinho, com peito vermelho \| \| \| tucano-de-peito-branco \| ya³la³na² hain³te²su² \| bico amarelo e preto \| \| \| tucano-de-peito-amarelo \| ya³la³na² ka³yax³jau³su² \| bico amarelo, cauda branca em cima vermelha embaixo \| \| \| tucano (geral) \| ya³lan³su² \| \| \| \| tucari (embira) \| wã̱i³sa³ne³ki³su² \| \| \| \| tucura-d'água \| a̱in³ta̱³ki³su² \| \| \| \| urucu \| txu³sxu² \| flor de abril \| \| \| vaca \| wa²ki³su² \| \| \| \| vagalume \| ne³sa³ki³la³ki³su² \| \| \| \| veado-campeiro \| kwhit¹txi³su² \| com chifre \| \| \| veado-do-campo \| ya̱x³txhn³su² \| sem chifre \| \| \| veado-do-cerrado \| ya³ta̱³lhu² \| pequeno \| \| \| veado-do-mato \| kwa³ka³lxi³su² \| \| |                                                  |                                      | |
| Tipo de planta/animal | Português                                        | Nambikuara                           | Comentários |
| | abacaxi                                          | hã³nxũ¹lhxu²                         | |
| abelha | abelha                                           | nxe²wa³le¹lhu²                       | |
| abelha | abelha                                           | kwa³yah³na²ta³su²                    | |
| abelha | abelha                                           | he³ka²ta³su²                         | não faz mel, não morde                                                                                              |
| abelha | abelha                                           | ha³lu²sxa²ta³su²                     | |
| abelha | abelha                                           | ha³lun²su²                           | do mesmo grupo com borá-cavalo, mel azeda                                                                           |
| abelha | abelha do mato                                   | wã³nẽ³sĩn³ti³su²                     | |
| abelha | abelha do campo                                  | wã³ka³lãh³su²                        | |
| abelha | abelha do campo                                  | si²su²                               | não tem ferrão |
| abelha | abelha-do-chão                                   | sih²wãi²su²                          | do mesmo grupo com si²su²                                                                                           |
| abelha | abelha preta                                     | sih²ya³tãu³lhu²                      | do mesmo grupo com si²su²                                                                                           |
| abelha | abelha preta                                     | sih²nũ̱n³te²su²                       | do mesmo grupo com si²su²                                                                                           |
| abelha | abelha preta                                     | kwã²lhu²                             | |
| abelha | abelha vermelha                                  | si²ha²ta³su²                         | do mesmo grupo com si²su², não tem ferrão                                                                           |
| abelha | arapuã                                           | wãh³na³sxu²                          | |
| abelha | arapuã                                           | ah³su²                               | |
| abelha | abelha asa branca                                | tuh³wai³sxu²                         | do mesmo grupo com ka³yu¹ti³su²                                                                                     |
| abelha | borá-cavalo                                      | a̱³la³kwi̱²lhu²                        | amarela |
| abelha | borá-cachete                                     | a³li̱³sxu²                            | do campo |
| abelha | bijuí                                            | te²sa²se³set²su²                     | |
| abelha | bijuí                                            | tet²su²                              | |
| abelha | bijuí                                            | e³lhu²                               | na oca do pau perto do chão                                                                                         |
| abelha | canudo                                           | ka²yu¹ti³su²                         | do mesmo grupo com tuh³wai³su², cor vermelha                                                                        |
| abelha | xupé                                             | wa̱³lã̱³sxu²                           | |
| abelha | xupé                                             | wa³lu³hxa²tu³su²                     | |
| abelha | xupé                                             | hxan³txi³su²                         | |
| abelha | abelha da terra                                  | ya̱i³lhu²                             | |
| abelha | abelha da terra                                  | ya³ti̱t³su²                           | do mesmo grupo com ya̱i³lhu²                                                                                         |
| abelha | abelha da terra                                  | sxai³lhu²                            | |
| abelha | abelha do tucano                                 | ya³la³nã²tu³su²                      | |
| abelha | abelha-dragão                                    | wãh³na³sxu²                          | |
| abelha | abelha-europa                                    | tuh³kãi¹a³li²su²                     | |
| abelha | abelha-guerreira                                 | ya³kan³su²                           | |
| abelha | jati                                             | wxai³su²                             | |
| abelha | jati                                             | wai³a²yu¹su²                         | do mesmo grupo com arapuã                                                                                           |
| abelha | mambuquinho                                      | ya̱³ka³lu³lhxu²                       | |
| abelha | mandaguari                                       | yu³su²                               | |
| abelha | mamangaba                                        | wa³nu³nu³ka³lxi³su²                  | na oca do pau |
| abelha | mambucão                                         | si³ka³lut²ti³su²                     | |
| abelha | mangava                                          | sih²wen²ki³su²                       | do mesmo grupo com si²su²                                                                                           |
| abelha | mambuquinha                                      | kã³yxãh³nxi³su²                      | vive num formigueiro                                                                                                |
| abelha | manduri                                          | kwa³lih³ki³su²                       | |
| abelha | manduri-do-chão                                  | ha³ta³ti³su²                         | do mesmo grupo com si²su², não tem ferrão                                                                           |
| abelha | paraguaçu                                        | si³kan²su²                           | |
| abelha | borá, porá                                       | ye³ka³te³lhu²                        | |
| abelha | quema-quema                                      | te̱³ha²nẽ̱³ne̱³su²                      | do mesmo grupo com tatá                                                                                             |
| abelha | tataíra                                          | txeh³su²                             | no pau |
| abelha | abelha-urubu                                     | tuh³nẽn²te²su²                       | mel preto |
| abelha | uruçu                                            | sih²nũ̱n³ta²ta³su²                    | do mesmo grupo com si²su²                                                                                           |
| abelha | abelha (geral)                                   | tuh³su²                              | |
| | abóbora                                          | pit³su²                              | |
| | abóbora braba                                    | pe̱³lhxu²                             | sementes comestíveis                                                                                                |
| | algodão                                          | kũ̱n³su²                              | |
| | anta                                             | a²lũ¹su²                             | |
| | anta                                             | a²lũ¹a²ta³su²                        | sabe subir árvore                                                                                                   |
| aranha | aranha                                           | ya̱³we̱³ya̱³wxeh¹ka³lxi²su²             | |
| aranha | aranha                                           | kwhã̱²te²su²                          | vive na oca do pau                                                                                                  |
| aranha | aranha                                           | ah²su²                               | |
| aranha | aranha preta                                     | wã³wã³ka³lxi³su²                     | faz teia grande em cima duma picada                                                                                 |
| aranha | aranha venenosa                                  | kwa³lai²lo³ki³su²                    | olhos brihantes, pernas cabeludas, venenosa                                                                         |
| aranha | aranha (geral)                                   | kwa³lai³su²                          | |
| aranha | aranha, viúva vermelha                           | tu³kwi̱³lhu²                          | causará surdez em poucos dias                                                                                       |
| aranha | aranha, viúva vermelha                           | tu³kwi³lxa²ne³ne̱³su²                 | barrigudo |
| | ariranha                                         | kwĩ³la³nxai³su²                      | |
| | arraia                                           | in³tsu²                              | |
| árvore | angico (ou angelim)                              | ya̱³la³la³ne³ki³su²                   | também wa³ya̱n³ne³ki³su²                                                                                             |
| árvore | aroeira do campo                                 | ka̱³la̱n³ne³ki³su²                     | madeira amarela, bom para lenha,                                                                                    |
| árvore | aroeira                                          | ta³kun³ta³ne³ki³su²                  | floresca no fim das chuvas, casca bom para dor de barriga                                                           |
| árvore | aroeira                                          | ka³la̱³nxũ̱³ne³ki³su²                  | |
| árvore | araciçum                                         | a³la³la³ne³ki³su²                    | remédio contra fever, banhar na água com folhas, parece fruta de lobo mas não pode comer                            |
| árvore | bagé de minhoca                                  | ka³tũ³ka³tũ³la³ne³ki³su²             | flor amarela de cinco pétalas                                                                                       |
| árvore | barbatimão do campo                              | ta̱ih³ne³ki³su²                       | bom para corceira e feridas                                                                                         |
| árvore | bacuri                                           | a³lu³kwa³li̱²ka³ne³ki³su²             | |
| árvore | copaíba                                          | ta̱³wxih³ne³ki³su²                    | remédio para leishmaniose                                                                                           |
| árvore | carijó                                           | ni³ne³ta³wih³ne³ki³su²               | remédio para leishmaniose, bom para esteio                                                                          |
| árvore | cambará                                          | ka³wã³ka³ne³ki³su²                   | bom para fazer tabuinhas                                                                                            |
| árvore | caju                                             | e̱³la³ne³ki³su²                       | |
| árvore | canela                                           | yu³wẽ³hxa³lxi³ne³ki³su²              | também hi³yu³ne³ki³su², bom para dor de estômago                                                                    |
| árvore | castanha-do-pará                                 | wa³nak³ka³ne³ki³su²                  | |
| árvore | cocaíba                                          | sa³wxi³sa³ne³ki³su²                  | |
| árvore | cambaru                                          | nxãn³ka³ne³ki³su²                    | bom para esteio |
| árvore | combaru do campo                                 | kwa³li²tã³ne³ki³su²                  | faz cera para flecha e flauta                                                                                       |
| árvore | cacau do mato                                    | ka³na²ka³ne³ki³su²                   | |
| árvore | cabriteiro                                       | a³th²ne³ki³su²                       | |
| árvore | caju                                             | e̱³la² tau²ta³ne³ki³su²               | gavião come |
| árvore | do campo                                         | wai³yan³ne³ki³su²                    | remédio para inchaço                                                                                                |
| árvore | farinha seca                                     | o³la³ne³ki³su²                       | cerno branco, bom para lenha e para fazer pilão, anta come fruta                                                    |
| árvore | farinha seca                                     | o³la²yã̱u¹ka³ne³ki³su²                | bom para artisanato e esteio                                                                                        |
| árvore | fruta de morcego                                 | yã³wxã²tẽ³ki³su²                     | |
| árvore | fruta de pomba                                   | ha³nãn³ta³ne³ki³su²                  | casca bom para espinha na pele                                                                                      |
| árvore | figueira braba                                   | ha³lu³ha³lu²ne³ki³su²                | |
| árvore | fruta de jacu                                    | a³kxa³ne³ki³su²                      | |
| árvore | fruta de jacu                                    | wa³sxuh¹ne³ki³su²                    | fruta amarela |
| árvore | faveira seca                                     | nũ³sa²ya³ta³la³ne³ki³su²             | para lenha |
| árvore | fruta de lobo                                    | khũn³su²                             | |
| árvore | folha que repele mosquitos e para tirar espinhos | pau²ka³lxi²kax³su²                   | |
| árvore | árvore (geral)                                   | hi³sa³kat³su²                        | |
| árvore | guanandim                                        | wah³ka³la² yxe²ka³ne³ki³su²          | do brejo |
| árvore | itaúba do campo                                  | sĩ³wxi³sa³ne³ki³su²                  | bom para lenha, bom para pintar cabaça de dentro, amassar casca e passar no corpo para dor dos músculos             |
| árvore | ingá                                             | ya̱³lan³ta³ne³ki³su²                  | flor amarela no início das chuvas, bom para fazer fogo                                                              |
| árvore | itaúba preta                                     | khauh²sa³ne³ki³su²                   | bom para esteio |
| árvore | ipê-roxo                                         | si³ka³nxu³la³ne³ki³su²               | para cabo de faca                                                                                                   |
| árvore | itaúba                                           | wai³sa²ne³ki³su²                     | para fazer moveis                                                                                                   |
| árvore | ipê-amarelo                                      | kwa³li³ka³ne³ki³su²                  | flor amarela em maio ou junho                                                                                       |
| árvore | itaúba do campo                                  | ai³la³ne³ki³su²                      | |
| árvore | jatobá do campo                                  | wa³ya̱³la³ne³ki³su²                   | |
| árvore | jaca do campo                                    | ta³nuh³su²                           | fruta comestível |
| árvore | jatobá do mato                                   | kxãu³ki³jo²li³ne³ki³su²              | madeira dura |
| árvore | jaboticaba do campo                              | ã̱³lxũ̱h³nxa³ne³ki³su²                 | |
| árvore | jaboticaba do mato                               | wa³la³kat³su²                        | |
| árvore | lixeiro                                          | kah³leh³ne³ki³su²                    | |
| árvore | maracujá do mato                                 | wa²lo¹lo¹ta³lxẽh¹no²su²              | carne branca |
| árvore | mangaba                                          | ka³ti̱³ka³ne³ki³su²                   | para fazer bola |
| árvore | pau-doce                                         | ta³kun³ta³ne³ki³su²                  | flor amarela, início da chuva, bom para o estômago                                                                  |
| árvore | pau-de-leite                                     | ũ³la³ne³ki³su²                       | água do pau preta como genipapo, bom para fazer desenhos no corpo                                                   |
| árvore | pororoca                                         | taih³nãun³ta³ne³ki³su²               | |
| árvore | pau-cerrado                                      | kã³yã³nhãi²ne³ki³su²                 | flor amarela na seca                                                                                                |
| árvore | pau-do-papagaio                                  | ã̱u³la²ta²ne³ki³su²                   | |
| árvore | piúva                                            | a̱³la̱³ne³ki³su²                       | chá da casca bom para bronquite                                                                                     |
| árvore | pequi do campo                                   | a̱³lxa³ne³ki³su²                      | amassar folhas e passar na barriga da mulher grávida para facilitar parto                                           |
| árvore | pau-doce do mato                                 | yã³lxãu³ne³ki³su²                    | |
| árvore | pau da terra                                     | ya³nai²la³ne³ki³su²                  | |
| árvore | pau-carrote                                      | yax³khh³la³ne³ki³su²                 | |
| árvore | peroba-branca                                    | wxauh³ne³ki³su²                      | bom parar carroçaria de caminhão                                                                                    |
| árvore | patuá                                            | wen²tau²ta³ne³ki³su²                 | |
| árvore | pequi do mato                                    | wa³tu³ka³ne³ki³su²                   | também ha³lai³ne³ki³su²                                                                                             |
| árvore | pau-do-jacaré                                    | wah³ka³la²yxe²ka³ne³ki³su²           | do brejo |
| árvore | peroba-rosa                                      | ta̱n³ta³ne³ki³su²                     | |
| árvore | pau-carrote                                      | thẽ³ka²txi³su²                       | |
| árvore | pitomba do campo                                 | sa³txa̱u³ne³ki³su²                    | fruta verde como figo, tem caroço                                                                                   |
| árvore | pau-de-leite                                     | i³la³ne³ki³su²                       | bom para inchaço do estômago                                                                                        |
| árvore | pitomba do mato                                  | ha̱³la̱t³tẽ³ki³su²                     | |
| árvore | pau-breo                                         | thẽ³ka²txi³su²                       | |
| árvore | pariri                                           | thãu³lhu²                            | |
| árvore | quino                                            | yah³lain³ne³ki³su²                   | flor branca, bom para embira, bom para fraqueza e dor de cabeça                                                     |
| árvore | quindaiu                                         | ya³wa³sa³ne³ki³su²                   | para embira |
| árvore | sumaneira                                        | yo³ka³ne³ki³su²                      | para lenha |
| árvore | sucupira                                         | nũ̱³sa³ne³ki³su²                      | mastigar sementes para dor de garganta, madeira dura bom para lenha                                                 |
| árvore | seringueira                                      | wa³lit¹tẽ³ki³su²                     | |
| árvore | sucupira                                         | kũ³ne³ki³su²                         | para pilão |
| árvore | siriva                                           | ka³yi̱³sa³ne³ki³su²                   | folhas bom como sabão para lavar roupa                                                                              |
| ave | curicaca                                         | tã³tãh²su²                           | bico não comprido, pernas curtas, marrom e preto, família do urubu                                                  |
| ave | ema                                              | txa̱³su²                              | |
| ave | garcinha-branca                                  | wa³kã³lhu²                           | |
| ave | garça-branca                                     | wa³kã³la²ta³su²                      | |
| ave | jacutinga                                        | ka̱³yi̱³su²                            | pode ser cujubi |
| ave | marreca                                          | ton³ta²kã¹su²                        | |
| ave | mutum-cavalo                                     | wi³ti³su²                            | |
| ave | seriema                                          | kwa³la̱t³su²                          | |
| ave | socó-boi                                         | wa³nũ³la³ta³su²                      | marrom |
| ave | urubu do campo                                   | wa̱i³sãu²lhxu²                        | |
| ave | urubu (geral)                                    | wa³lu³sxu²                           | |
| ave | urubu                                            | wa³lu³ka²tã³ka³txi³su²               | |
| ave | urubu-rei                                        | wa³luh³xa² hã³ka³nu²su²              | |
| | batata                                           | wẽ³sa³ki³su²                         | |
| | batata                                           | a²si³tũ³su²                          | |
| | batata do mato                                   | i³la³ki³su²                          | |
| | batata doce                                      | wxh³sxu²                             | |
| | batata doce                                      | wxh³sa²ka³lau³lẽn³su²                | comprido, roxa por dentro, branco por fora                                                                          |
| | batata doce                                      | wxh³han³txi³su²                      | redonda |
| | besouro                                          | tũn³ti³su²                           | |
| | besouro-de-chifre                                | -wa³ne³ta³lã³ki³su²                  | |
| | cabaça                                           | wa̱³lat³su²                           | |
| | cabaça-do-pajé                                   | wa³la³ta² wa³ne³ka³yãu²su²           | |
| | cachorro                                         | wai³a³lxi³su²                        | |
| | cágado                                           | kon³sxu²                             | grande, comestível                                                                                                  |
| | camarão                                          | a̱in³ta̱³ki³su²                        | |
| | cangambá                                         | wa³jo³su²                            | |
| | capim                                            | ha³la̱³lxah³la²ti³su²                 | |
| | capim                                            | ti̱³sxu²                              | |
| | capim                                            | si³sa³wã³la³ki³su²                   | parece centeio, somente na terra vermelha                                                                           |
| | capim do campo                                   | kai³la³wxi¹su²                       | |
| | capim-santo                                      | ya³kan³nxãn³su²                      | |
| | capim-serrote                                    | wẽ̱n³su²                              | na beira do côrrego                                                                                                 |
| | capim, sapé                                      | ka³tĩ³ka²txãn³sxu²                   | ferver raiz e tomar para dor dos rins                                                                               |
| | capim, telha                                     | wa̱ih³nxãn³sxu²                       | |
| | capivara                                         | ũ³su²                                | |
| | capão                                            | yut³su²                              | |
| | cará-da-roça                                     | hax³ki³su²                           | |
| | cará do mato                                     | tãu³wãi²ha³lxi³su²                   | também ka³tai³ki³su², água venenosa                                                                                 |
| | caramujo grande                                  | wa̱³lxoh³su²                          | |
| | carrapato                                        | yũ³su²                               | |
| | carrapato                                        | ya̱³te̱t³su²                           | caiem de milhares de um galho                                                                                       |
| | carrapato de animais                             | tot³ta²ta³su²                        | |
| | carrapicho                                       | ne³ka̱³la³ki³su²                      | raiz mixturado com água bom para anemia                                                                             |
| | centopéia                                        | hã³yxãu³hã³yxãu³ti³su²               | |
| | centopéia                                        | kwa³la³lxa¹la²nãu³su²                | |
| | cigarra                                          | a̱i³na² nãin²nãin²ki³te²su²           | |
| | cigarra                                          | ta³lãu³a² sĩ³yxũ¹yxũ¹ki²te²su²       | |
| | cigarra                                          | he³sa³win³ti³su²                     | na época da seca |
| | cigarra                                          | a³ti³a² ta³la²la²ki²te²su²           | |
| | cigarra, afiador de machado                      | eh³xa² e³jah¹lo²su²                  | |
| | cigarra, grande                                  | a̱³la³kãu³kãu³ka³lxi³su²              | faz barulho alto |
| | cigarra (geral)                                  | ki̱³ki̱t³su²                           | |
| | coco-da-baía                                     | hau³ka²ta³ne³ki³su²                  | |
| | coco de tucum                                    | a³lo³ki³su²                          | |
| | cogumelo                                         | nẽ̱³wxã̱u³la³ki³su²                    | jabuti come |
| | cogumelo                                         | ka³tĩ³sa³na³nxẽn³su²                 | macia, não comestível                                                                                               |
| | cogumelo do campo                                | wẽ³ha²ta³su²                         | tamanho de ovo de galinha, se esmagar vai chover                                                                    |
| | cipó                                             | wha³lxi̱¹kxẽ¹su²                      | branco, como sabão, bom para dar banho no cachorro                                                                  |
| | cipó                                             | wha³lxi¹tĩh³no²su²                   | grossura 10 cm |
| | cipó-do-capoeiro                                 | kwã̱³kxẽh¹no²su²                      | água do cipó é fortificante, doce                                                                                   |
| | cipó, batata do mato                             | ka̱³lhu²                              | comestível, amarga                                                                                                  |
| | cipó, contraceptivo                              | whx³ka³lxi³su²                       | somente para mulher jovem, folhas bom para inchaço, parece capim                                                    |
| | cipó, timbó                                      | sa³su²                               | para matar peixe |
| | cipó, timbó                                      | kũ̱n¹su²                              | para matar peixe |
| | cipó-três-quinas                                 | kũ̱n¹su²                              | para matar peixe |
| | cipó, xampu do mato                              | kã̱u³lĩh³no²su²                       | amassar sementes para fazer sabão                                                                                   |
| cobra | cobra                                            | ka³ya³lhu²                           | |
| cobra | cobra                                            | a³lu³la³yai³su²                      | |
| cobra | cobra-de-areia                                   | ka³yã³len³ki³su²                     | não venenosa, marronzada                                                                                            |
| cobra | cobra-de-calanga                                 | wã̱ux³ni̱³su²                          | marrom |
| cobra | cobra-de-peixe                                   | ha³yu³lxa²txi³su²                    | venenosa |
| cobra | cobra amarela                                    | txi³ki³sa³te³te²su²                  | também sa³nai³ni³ha³lo²su²                                                                                          |
| cobra | boipeva                                          | ya³wẽ³a³ta³su²                       | venenosa |
| cobra | caninana                                         | ya³lan³txih³sxu²                     | |
| cobra | cobra-canta-galo                                 | ka³txi³tun³su²                       | preta, não venenosa                                                                                                 |
| cobra | cascavel do campo                                | wa³yai³ya³li³su²                     | |
| cobra | cobra-cega                                       | ka³tũ³ka³tũ³lhu²                     | come formiga |
| cobra | cobra-coral grande                               | ya̱³li̱³kat³tũ³su²                     | |
| cobra | cobra-coral pequena                              | ka³la³nxũ³yau³su²                    | |
| cobra | jararaca                                         | waik²ki³su²                          | |
| cobra | jararacuçu                                       | tu³lxã³la²ta³su²                     | |
| cobra | jararaca                                         | sĩh³xa²ta³su²                        | |
| cobra | jiboia                                           | wa³ta³la²si³han³txi³su²              | |
| cobra | jiboia                                           | nũ̱³yxai³su²                          | |
| cobra | jiboia do mato                                   | e³lhãi³su²                           | |
| cobra | sucuri                                           | txih³xa²ta³su²                       | |
| cobra | surucucu                                         | wa³ya³ya³la²ta³su²                   | |
| cobra | cobra, venenosa                                  | kwa³ya³la³la²ta³su²                  | |
| cobra | cobra (geral)                                    | txih³sxu²                            | |
| | coruja, do campo (geral)                         | wa³yxen³ti³su²                       | marrom |
| | coruja, grande do mato                           | khu³khu³lhxu²                        | também hi³a²ta³su²                                                                                                  |
| | coruja mocho-diabo                               | ya³tai³ki³su²                        | |
| | coruja, suindará                                 | nũ̱³hã³su²                            | |
| cupim | cupim                                            | ã³lĩ²su²                             | casa grande |
| cupim | cupim                                            | wã³lã³lã̱³lhu²                        | casa comprido no alto de uma árvore                                                                                 |
| cupim | cupim                                            | ki̱³su²                               | também ti̱³lhu² |
| cupim | cupim                                            | kwã̱³la³kan²te²su²                    | no lado dum árvore junto com abelha si³kan²su²                                                                      |
| cupim | cupim                                            | kwa³si³lhu²                          | parecido do ti̱³lhu², formigueiro mais alto e mais pontudo                                                           |
| cupim | cupim do brejo                                   | kwã̱³la³ti²ki³su²                     | parecido do wa³lax³ti³su²                                                                                           |
| cupim | cupim do mato                                    | ũ̱³su²                                | |
| cupim | cupim (filhote)                                  | ti̱³la²ki³su²                         | |
| cupim | cupim amarelo                                    | tu³ta³su²                            | no campo, formigueiro grande                                                                                        |
| cupim | cupim fura-pau                                   | wa³la²lhu²                           | |
| cupim | cupim preto                                      | ya²na̱³la²ka³sũ³ka³ta²si³ẽ¹nãn¹te²su² | na oca do pau |
| cupim | cupim preto                                      | wa̱³si̱²wa̱³sh¹ka³lxi²su²               | |
| cupim | cupim preto                                      | wa³lan³txi³su²                       | |
| cupim | cupim vermelho                                   | wxi²hun²su²                          | na árvore |
| cupim | cupim vermelhinho                                | nũ̱³yau³su²                           | |
| cupim | cupim (filhote)                                  | ti̱³lhxu²                             | |
| cupim | cupim (quase)                                    | wa³nãn³su²                           | formigueiro num galho alto                                                                                          |
| | erva daninha                                     | ũ³yen³ki³su²                         | |
| | erva-daninha, bucha-de-veado                     | ya³ta³la² yxo³ki³ya³le̱t³su²          | |
| | erva, cidreira                                   | ya³kan³nxãn³su²                      | |
| | escorpião, médio                                 | wa̱un³su²                             | no pau |
| | escorpião, pequeno                               | sxe³sxe³ki³su²                       | |
| | escorpião, grande                                | sa³li³sa³li³su²                      | |
| formiga | formiga                                          | kwxã̱i³nxĩ³su²                        | parece tocandira pequena, vive na oca do pau                                                                        |
| formiga | formiga                                          | kai³lhu²                             | formigueiro alto, comestível                                                                                        |
| formiga | formiga                                          | kai³la³ki³ha³lo²ki³su²               | formigueiro baixo, comestível                                                                                       |
| formiga | formiga-de-fogo                                  | wãt³su²                              | vermelhinha |
| formiga | formiga do mato                                  | kha̱u³lhxu²                           | |
| formiga | formiga-leão                                     | i³len³ki³su²                         | |
| formiga | formiga-anzolinha                                | ya³ki³ki³sxu²                        | morde pé mas não larga                                                                                              |
| formiga | formiga-boca-azeda                               | ye¹lhu²                              | casa num galho, faz barulho quando passar em baixo, beber e banhar na casca da casa dele para fraquesa, figado, fel |
| formiga | formiga-correição                                | wa³sa²sãk¹ka³lxi²su²                 | come baratas, preta                                                                                                 |
| formiga | formiga-carregadora                              | sxa²su²                              | comestível |
| formiga | formiga-carregadora do brejo                     | kãx³yãu³lhu²                         | |
| formiga | formiga içá                                      | sa̱³wã̱n³sxu²                          | |
| formiga | formiga preta                                    | yax³ko³lhxu²                         | |
| formiga | formiga preta                                    | ta³lãn³su²                           | |
| formiga | formiga preta                                    | sxih²xa²ta³ta³ka³lxi³su²             | tipo tocandira |
| formiga | formiga saúva                                    | wa³yi̱³lhxu²                          | |
| formiga | formiga tocandira                                | sxi³sxu²                             | preta |
| formiga | formiga tocandira                                | sxih³xa² ht³su²                      | voadora |
| formiga | formiga tanajura                                 | sa³wã̱n³ki³su²                        | voadora |
| formiga | formiga voadora                                  | ye³wa²lon¹ta²ki³su²                  | |
| formiga | formiga vermelha                                 | ya³ku¹ya³kxu¹ka³lxi²su²              | do mato |
| | formigueiro da formiga-carregadora               | sa³wã̱³ti²ki³su²                      | também sa³wã̱³nũ̱³su²                                                                                                 |
| | formigueiro da formiga carregadora               | sa³wã̱³nũ̱³su²                         | também sa³wã̱³ti³ki³su²                                                                                              |
| | fruta da pomba                                   | txãu³ta³ne³ki³su²                    | |
| | fruta do campo                                   | txau³sa³su²                          | parece banana, não comestível, água bom para feridas                                                                |
| | fruta do lagarto                                 | ta³lãu³a²sã³nẽ³kxi³su²               | fruta do campo |
| | fruta do macaco                                  | ho³sa²la³ki³su²                      | fruta para hot³su², marrom                                                                                          |
| | fruta do pássaro                                 | kha³khã²su²                          | verde, parece fruta de lobo mas não pode comer                                                                      |
| | fruta venenosa do mato                           | sa³na³sa³ki³su²                      | |
| | fruta venenosa                                   | kwãh³nah³la³ki³su²                   | se comer vai matar                                                                                                  |
| | fruta, caqui                                     | a̱³la¹ki³su²                          | |
| | fruta geral                                      | hi³ki³su²                            | |
| | fruta, gravatá                                   | kwhit³su²                            | parece abacaxi pequeno                                                                                              |
| | fruta, marmelo pequeno                           | ya³li²ti³su²                         | |
| | fruta, marmelo                                   | thãu³lhu²                            | |
| | gafanhoto                                        | ta³ka²ta³su²                         | |
| | gafanhoto do campo                               | sa³ka³sa³ka³ta³lxi³su²               | marrom |
| | gafanhoto, tucura                                | a̱³la²wxa̱n²ki²ki³su²                  | |
| | gafanhoto verde                                  | a̱³la²lo³lxo³su²                      | não comestível |
| | gafanhoto, tucura-de-pedreiro                    | tu³ka³lxa³la²ta³ki³su²               | amarelo |
| | gafanhoto (geral)                                | ta³ki³su²                            | |
| | gafanhoto, tucura verde                          | kwa³ya³sa²sa³te³sa³te̱n³ti³su²        | |
| | gafanhoto, tucura vermelho e preto               | ki³sa³ti³su²                         | |
| | gafanhoto (geral)                                | ka³yat³su²                           | comestível, grande                                                                                                  |
| | gafanhoto, verde                                 | ka³wã³ka²ta³ki³su²                   | |
| | gafanhoto, tucura de sapé                        | ka³tĩ³ka³ta²ta³ki³su²                | |
| | gambá                                            | yax³wa³lhu²                          | branco, ninho na oca do pau                                                                                         |
| | gambá                                            | yax³wa³la³wi²hẽn³su²                 | amarelinha, ninho nos galhos dum árvore                                                                             |
| | gambá                                            | sa³la³kwãn³su²                       | do chão |
| | gambá do mato                                    | yax³wa³la²ta³su²                     | |
| | gambão                                           | nĩn²sxu²                             | |
| gavião | gavião                                           | taut²jen³su²                         | do mesmo grupo com gavião real                                                                                      |
| gavião | gavião-bico-de-gancho                            | ka³yai²su²                           | campo |
| gavião | bacurau, tuju-coriango-de-quatro-horas           | hi³a² nũ³kwhã̱i¹su²                   | do dia |
| gavião | gavião-caçador                                   | wa³li³na³lan²txi³su²                 | parecido com kxh¹su²                                                                                                |
| gavião | curucuturi                                       | ta̱³kã̱³ta̱³kã̱³su²                      | campo |
| gavião | gavião-cabeça-branca                             | taut²tã³nẽ³hãn³ti³su²                | do mato |
| gavião | gavião-caçador                                   | kxh¹su²                              | parecido com wa³li³na³lan²txi³su²                                                                                   |
| gavião | curiango                                         | kwa³ya³su²                           | |
| gavião | curiango-de-cauda-longa                          | kwa³si²ti³su²                        | |
| gavião | curiango-tesoura                                 | kax³lu³lhu²                          | também kwa³yxa³su²                                                                                                  |
| gavião | gavião do mato                                   | wa³yi³lhu²                           | |
| gavião | gavião-de-peixe                                  | ut³jen³su²                           | do mesmo grupo com kwi¹kwi¹ki³su²                                                                                   |
| gavião | gavião do mato                                   | tãn³tãu¹ta³lxi³su²                   | |
| gavião | gavião-do-tatu                                   | tau²ta̱³lat³su²                       | do mesmo grupo com gavião real                                                                                      |
| gavião | gavião do campo                                  | tau²ta²kwah³ya̱³lhxu²                 | do mesmo grupo com tãn³tãu¹ta³lxi²su²                                                                               |
| gavião | gavião-de-cabeça-cinza                           | nxãn³tãu¹ta³lxi²su²                  | |
| gavião | gavião do mato                                   | kwi̱¹kwi̱¹ki³su²                       | do mesmo grupo com ut³jen³su²                                                                                       |
| gavião | gavião-das-asas-castanhas                        | a²lũ¹wãi²lhu²                        | come carrapato das costas de gado                                                                                   |
| gavião | falcão-mateiro-de-olhos-brancos                  | sa³na̱³kxa²hoh³lxi³su²                | |
| gavião | grogotori                                        | wai²kxã̱u³su²                         | do mato |
| gavião | gavião-pintado                                   | ka³si²li¹su²                         | |
| gavião | gavião-preto                                     | ain³yũ³yau³su²                       | do mato |
| gavião | gavião-real                                      | tau²ta²ta³ka³lo³sa³ti³su²            | também tau²ta³lu³su², grande do mato                                                                                |
| gavião | tesoureiro                                       | ta̱³wi̱³ta̱³wi̱³sxu²                     | |
| gavião | tauató                                           | ti³ti¹ki³su²                         | |
| gavião | gavião (geral)                                   | taut²su²                             | |
| | grilo                                            | wi²ka³lxãi³sa³kxi³su²                | meio roxa |
| | grilo                                            | tã̱i²tã̱i²lhu²                         | também ya³wĩ³la²ta³su²                                                                                              |
| | grilo                                            | kwa³ta³la² a²la¹jah³lo²su²           | anda com rabo erguido no alto                                                                                       |
| | grilo do brejo                                   | ka³li³lit³su²                        | cor de cinza |
| | grilo (geral)                                    | ka³lu³lhu²                           | |
| | imbira geral                                     | sa̱³la³ne³ki³su²                      | |
| | inhame                                           | kã̱u³lhxu²                            | |
| | inseto                                           | tih³ha²ta³su²                        | |
| | inseto                                           | a³lxu³su²                            | |
| | jabuti                                           | ha³ti³ka³yu³yah³wxat³su²             | comestível |
| | tartaruga, jabuti do rio                         | ha³ti³ka³nũ³yait³su²                 | ovos e carne comestível                                                                                             |
| | tartaruga, jabuti do rio                         | ha³ti³ki³wa³lĩh³ki³su²               | pequeno |
| | tartaruga, jabuti do rio (geral)                 | ha³ti³ki³su²                         | |
| | jabuti-vermelho                                  | ha³ti³ka² yãi³ki³su²                 | diameter 15 cm, não comestível                                                                                      |
| | jabuti, cágado                                   | yu³tã̱u³lhxu²                         | |
| | jaguatirica                                      | ya²na¹la²kãu²lhu²                    | |
| | lagarta                                          | ẽ²ẽh¹nãu³su²                         | |
| | lagarta                                          | ya³li³wxauh³nãu³su²                  | causa dor agude no contato                                                                                          |
| | lagarta                                          | ka³ti³hu³ka³nãu³su²                  | também ta³sa̱u³ka²tãu³su²                                                                                            |
| | lagarta                                          | hi³nãu³su²                           | |
| | lagarta de buriti                                | he³nãu³su²                           | |
| | lagartixa                                        | ta³lãu³su²                           | comestível |
| | lagartixa                                        | sĩ³xa²tai³su²                        | perigosa |
| | lagartixa, camaleão                              | kat³jã̱un³su²                         | |
| lagarto | lagarto                                          | sĩ³sxu²                              | nas árvores |
| lagarto | lagarto                                          | ka³txi¹sxu²                          | sobe árvore |
| lagarto | lagarto da beira do rio                          | txã̱u³lhxu²                           | comestível |
| lagarto | lagarto do campo                                 | sin³txi³su²                          | |
| lagarto | lagarto do campo                                 | ka³lau¹lhu²                          | |
| lagarto | lagarto do campo                                 | ya³na̱³la³yai³nãu³su²                 | |
| lagarto | lagarto do mato                                  | wha³len²te²su²                       | vem na época da seca                                                                                                |
| lagarto | lagarto do mato                                  | khu³sa³ti³su²                        | |
| lagarto | lagarto teiú                                     | nũ³ta³su²                            | grande, vermelho |
| lagarto | lagarto, grande                                  | nut³su²                              | |
| lagarto | lagarto, preto                                   | ya³na̱³la² yxe²ta³kwẽ̱³ta³kwẽ̱³su²      | pequeno |
| lagarto | lagarto (geral)                                  | ya³na̱³lhu²                           | |
| | lobinho                                          | wai³a³lxa²ta³lã²tẽn³su²              | |
| | lobo                                             | hau³sxu²                             | |
| | lobo-do-mato, preto                              | wai³a³lxa² ka̱¹kã̱x¹ta³lxi²su²         | |
| | lobo-do-mato                                     | na̱³pa̱u³ki³su²                        | |
| | macaco-de-pau                                    | hi³a²ta³su²                          | |
| macaco | macaco-da-noite                                  | ka³yi̱³ka³yi̱³su²                      | |
| macaco | macaco-barrigudo                                 | ho³sxa²khin³ti³su²                   | |
| macaco | bugio                                            | khauh³la²txun³txi³su²                | também ka³lĩn³su², não cabeludo, preto                                                                              |
| macaco | bugio-vermelho                                   | i³la²nẽ³nẽ̱³sxu²                      | |
| macaco | cachingango                                      | ka³lxĩn³ti³su²                       | |
| macaco | guariba                                          | i³lhu²                               | |
| macaco | japuça                                           | ho³sxa²si³ti³su²                     | |
| macaco | paraguaçu                                        | khauh³li³su²                         | |
| macaco | macaco-prego                                     | hot³su²                              | |
| macaco | coatá                                            | ho³sxa²ta³su²                        | |
| macaco | sagui-piranga                                    | ta³ki²su²                            | |
| macaco | zogue-zogue                                      | ka³to¹su²                            | |
| mandioca | mandioca da água                                 | wa³li³ya²na¹lhu²                     | para fazer massa |
| mandioca | mandioca da água, doce, braba                    | wa³li³nxã̱un³te²su²                   | |
| mandioca | mandioca da água                                 | wa³lin³ya³la³ha²ta³su²               | para fazer massa |
| mandioca | mandioca da água                                 | wa³lin³taut²su²                      | |
| mandioca | mandioca da água                                 | wa³lin³kon³su²                       | |
| mandioca | mandioca, macaxeira                              | wa̱³ya̱³ka̱³lhu²                        | |
| mandioca | mandioca, macaxeira                              | wa³li³ya³ka̱³lhu²                     | |
| mandioca | mandioca, da água                                | wa³li³wen²su²                        | |
| mandioca | mandioca, braba, azul                            | wa³li³sa³wit³te²su²                  | também wa³li³ta³la³lhu², para fazer massa                                                                           |
| mandioca | mandioca, braba                                  | wa³li³ni²te²su²                      | também wa³li³nxa² ĩ²te²su², roxa                                                                                    |
| mandioca | mandioca, macaxeira                              | wa³li³ka̱³lhu²                        | folhas compridas de sete partes                                                                                     |
| mandioca | mandioca, braba                                  | wa³li³fa³lĩ²su²                      | para fazer farinha                                                                                                  |
| mandioca | mandioca, doce                                   | wa³lin³ta³lai²su²                    | para fazer massa |
| mandioca | mandioca, braba (geral)                          | wa³lin³sxu²                          | |
| mandioca | mandioca, amarela, braba                         | wa³lin³sa³te³te²su²                  | folhas curtas de cinco partes, para fazer massa                                                                     |
| mandioca | mandioca, braba                                  | wa³lin³khai³sxu²                     | branca, para fazer massa                                                                                            |
| marimbondo | marimbondo-xire                                  | ã³nxa̱i²su²                           | casa grande de madeira mastigado                                                                                    |
| marimbondo | marimbondo-branco                                | ya̱³li̱³ki³ta²su²                      | |
| marimbondo | marimbondo-piacá                                 | yan³sxu²                             | |
| marimbondo | marimbondo-chapéu                                | wẽ³wẽ³lhxu²                          | |
| marimbondo | marimbondo                                       | tu¹ta²kwa³lxi²su²                    | casa de papel em baixo duma folha                                                                                   |
| marimbondo | marimbondo                                       | kũ̱n³ti³su²                           | |
| marimbondo | marimbondo (geral)                               | ha³lut²su²                           | |
| marimbondo | marimbondo                                       | ha³la³sa³jãi³ti³su²                  | casa de barro no parede                                                                                             |
| | mariposa, traça                                  | wã³yã³kãu³kã³nãu³su²                 | |
| | mariposa, traça                                  | wã̱³sa³ti³su²                         | |
| | minhoca                                          | yũ³yũ³ki³su²                         | |
| | morcego                                          | ka³lu³sa³ta²yot³su²                  | mora na folha larga                                                                                                 |
| | morcego                                          | ka³lu³sa³ta²wã³la³la³lhu²            | vive num formigueiro desocupado                                                                                     |
| | morcego (geral)                                  | ka³lu³sa³ti³su²                      | |
| | morcego, pequeninho                              | ka³lu³sa³ta²lu³wẽ³ha³lxi³su²         | |
| | morcego, pequeninho                              | ka³lu³sa²ta²ka³li̱³sa³ki³su²          | |
| | morcego, vampiro                                 | ka³lu³sa²ta²ta³su²                   | muitos juntos numa oca do pau grande                                                                                |
| | mosca                                            | yxã̱²yxa¹kxi³su²                      | gosta suor da gente                                                                                                 |
| | mosca                                            | tẽ̱³lhxu²                             | |
| | mosca                                            | a³la̱³xa²ta³su²                       | |
| | mosca, carapanã                                  | ha³lxo³lxa²ta³su²                    | |
| | mosquito                                         | nĩ³nĩ²su²                            | |
| | mutuca preta                                     | sũx³xa²ta³su²                        | |
| | mutuca (geral)                                   | ka̱³yã̱i³la³ki³su²                     | |
| | muçum                                            | a̱in³sa̱³lhu²                          | comestível |
| | muçum                                            | wat³ja³lu³su²                        | |
| | muçum                                            | wah³yau³su²                          | |
| onça | onça                                             | a̱³lxa²ya²na¹lhu²                     | como quati |
| onça | onça                                             | ya²na¹la²it³ti³su²                   | pequeninho |
| onça | onça                                             | ya²na¹la² wa³yau³a³li³su²            | vive no mato grosso                                                                                                 |
| onça | onça                                             | win³su²                              | |
| onça | onça                                             | wai³a³lxa²ya²na¹lhu²                 | |
| onça | onça                                             | tai³ka³lxi³su²                       | |
| onça | onça                                             | ho³sxa²ya²na¹lhu²                    | pequena |
| onça | onça, marrom                                     | ya²na¹la² khin³ki³te²su²             | |
| onça | onça-parda                                       | ya²na¹la²nẽ³nẽ̱³su²                   | |
| onça | onça-pintada                                     | ya²na¹la²ta³su²                      | |
| onça | onça-preta                                       | ya²na¹la²tun³te²su²                  | |
| onça | onça (geral)                                     | ya³na¹lhu²                           | |
| | ouriço                                           | yã³nũ̱³yã³nxũ̱³ka³lxi²su²              | ninho na oca do pau                                                                                                 |
| | ouriço                                           | a³lo³xa²ta³su²                       | |
| | paca                                             | wa³lu³tã²nxa³ko³te²su²               | tipo de ariranha |
| | paca                                             | wa³lut³su²                           | |
| palmeira | palmeira                                         | ka³la̱n³ne³ki³su²                     | |
| palmeira | açaí                                             | wa³sa³ki̱¹ka³ne³ki³su²                | |
| palmeira | paxiúba                                          | a̱i³na² ki³whxẽ³ta²ne³ki³su²          | |
| palmeira | bacaba                                           | wen²ne³ki³su²                        | |
| palmeira | guariroba                                        | ku³la³ne³ki³su²                      | |
| palmeira | guariroba                                        | kwã³lhĩ³sa³ne³ki³su²                 | |
| palmeira | paxiúba                                          | ka³yxi³sa³ne³ki³su²                  | |
| palmeira | buriti                                           | he³la³ne³ki³su²                      | |
| palmeira | bocaiúva                                         | a³lũ³ka³ne³ki³su²                    | |
| pássaro | pássaro (geral)                                  | a̱i³ki³su²                            | |
| pássaro | arapaçu-subideira                                | ha³lu²su²                            | |
| pássaro | anu-branco                                       | ti²lhxau³su²                         | |
| pássaro | bem-te-vi                                        | ta²yãix³yãi³lhu²                     | marrom e amarelo |
| pássaro | urubuzinho                                       | kwa³lxi²hai²hai²ta³lxi²su²           | preto, peito branco, do mato                                                                                        |
| pássaro | anu-coroca                                       | sa³we̱³ka̱³lxi²su²                     | |
| pássaro | arara-canindé                                    | ã³lã³su²                             | |
| pássaro | arara-piranga                                    | ã³lã³a² ht³su²                       | |
| pássaro | arara-vermelha                                   | ã³lã³a² ti³ki³su²                    | |
| pássaro | biguá-tinga                                      | h³na² ka³yi̱³su²                      | |
| pássaro | papagaio (geral)                                 | ã̱u³lhxu²                             | |
| pássaro | taperá-de-colar-branco                           | e̱³su²                                | |
| pássaro | pica-pau-de-fronte-amarela                       | e̱³la³kẽ̱³kẽ̱³su²                       | |
| pássaro | jacu                                             | a̱³la̱³a²ta³su²                        | |
| pássaro | jacupemba                                        | a̱³lxa²su²                            | |
| pássaro | frango-d'água-azul                               | ya̱³la̱³ya̱³la̱²ka³lxi³su²               | |
| pássaro | bacurau-ocelado                                  | ya̱u³ka³tau²ah³lxi³su²                | |
| pássaro | andorinha-cabeça-queimada                        | ya³lẽ³ta³la²wa³lo³lon³txi³su²        | preto, peito branco                                                                                                 |
| pássaro | andorinha-azul-e-branca                          | ya³lẽ³ta³lxi³su²                     | |
| pássaro | araçari                                          | ya³la³na² tũ³tũ¹ki³su²               | |
| pássaro | araçari-cintado                                  | ya³la³na² ã³wa³ta̱³su²                | |
| pássaro | araçari-de-bico-amarelo                          | ya³la³na² ta³ka̱³lxu³lhu²             | |
| pássaro | araçari-de-nuca-castanha                         | ya³la³na² kwa³yi³ti³su²              | pequeno, amarelo e preto                                                                                            |
| pássaro | rolinha                                          | wẽ³su²                               | |
| pássaro | cambaxirra                                       | wẽ³sa² ya³lu¹ye²te²su²               | |
| pássaro | sebinho-de-cauda-curta                           | wẽ³ha² ya²lu¹ta³lxi²su²              | |
| pássaro | pica-pau                                         | wã³ka²nut¹su²                        | |
| pássaro | inambu-galinha                                   | wã̱n³ti³su²                           | nome genérico para jaó                                                                                              |
| pássaro | urubuzinho                                       | wa̱³la̱³ka̱³ta̱³su²                      | branco, parece gralha                                                                                               |
| pássaro | periquito-de-asa-dourada                         | wa̱it³su²                             | |
| pássaro | canário-da-terra                                 | wxa²ha²lu¹ha²lu¹ta³lxi³su²           | |
| pássaro | bacurau-ocelado                                  | whãi²whãi²yau³su²                    | |
| pássaro | codorna                                          | wa³yau³li³su²                        | |
| pássaro | jaó                                              | wa³ho²ta³su²                         | |
| pássaro | maitaca                                          | wai³sa²ta³su²                        | corpo verde, cabeça azul                                                                                            |
| pássaro | urutau, mãe-da-lua                               | ut²ti³su²                            | |
| pássaro | jacamim                                          | tũ³tũ¹ti³su²                         | |
| pássaro | jaó                                              | tã³wai²ya²lu¹ki³su²                  | rabo curto |
| pássaro | periquito-de-cabeça-preta                        | ta̱³li̱²su²                            | |
| pássaro | inambu-xororó                                    | ta̱³lhxu²                             | |
| pássaro | pedreiro                                         | tu³ka³lxu³lhu²                       | |
| pássaro | dançarino-de-cabeça-vermelha                     | tu³ha²ne³yon³su²                     | |
| pássaro | surucuá                                          | to³to¹ki³su²                         | |
| pássaro | suiriri-de-garganta-branca                       | tih²lxi³su²                          | canta muito alto |
| pássaro | bem-te-vi-do-bico-chato                          | ta³yãi³yxãi³lhu²                     | |
| pássaro | batuíra grande                                   | ta³wxi²su³su²                        | |
| pássaro | gralha-de-topete                                 | ta³nẽ³nẽt³su²                        | |
| pássaro | gralha-de-crista-negra                           | ta³nãn³su²                           | |
| pássaro | beija-flor                                       | ta³nuh³nh¹lhxu²                      | |
| pássaro | beija-flor                                       | ta³nuh³ni̱¹lxa² wai³wai³lxa³ki³su²    | |
| pássaro | gralha do campo                                  | ta³ne³net³ta² tun³ti³su²             | |
| pássaro | pica-pau-branco                                  | ta³lĩ¹su²                            | |
| pássaro | maitaca do campo                                 | ta³leh³su²                           | cabeça amarela |
| pássaro | arara-nanica                                     | sã³lhu²                              | |
| pássaro | joão-de-pau                                      | sxĩ¹sxĩ¹ta³lxi²su²                   | |
| pássaro | arapaçu de superfício branco                     | su²lhu²                              | |
| pássaro | tesoura                                          | si³ta³kai³kai³lhu²                   | também sih³wxh¹sa²tũ³kxi³su²                                                                                        |
| pássaro | tirziu                                           | si³sa³ki³su²                         | marrom |
| pássaro | periquito-de-asa-amarela                         | sa³wi²lhu²                           | azul |
| pássaro | anambé                                           | sa³te̱³ta³ki³su²                      | |
| pássaro | sabiá-de-peito-pontilhado                        | sa³na̱³ki³su²                         | |
| pássaro | tico-tico-rei                                    | sa³lxu¹ki³su²                        | |
| pássaro | martim-pescador                                  | sa³la³lhu²                           | |
| pássaro | pica-pau negro                                   | sa³la³kxẽ̱¹ka³li²su²                  | parte branco no traseiro                                                                                            |
| pássaro | alma-de-gato                                     | sa³kã̱¹lhxu²                          | |
| pássaro | sanhaço-azul                                     | sa²te̱³kxa²ta³su²                     | |
| pássaro | sabiá-laranjeira                                 | sau³ki³su²                           | |
| pássaro | curió-bico-de-prato                              | pi̱³pi̱²ta³lxi²su²                     | macho preto, fémea marrom                                                                                           |
| pássaro | canário-da-terra                                 | kãu³la³ti³ki³su²                     | marrom e branco |
| pássaro | chocão-barrado                                   | kxãu³la³ki³su²                       | |
| pássaro | mosquiteiro-castanho                             | kwi¹nxa²ki³su²                       | |
| pássaro | pomba (geral)                                    | kwa³sxa³sxu²                         | |
| pássaro | pomba-pedrês                                     | kwa³sah³xa²ta³la¹lhu²                | |
| pássaro | pomba-pocaçu                                     | kwa³sah³xa² sht³su²                  | |
| pássaro | jandaia-estrela                                  | kwa³ne³ki³su²                        | |
| pássaro | sabiá do campo                                   | kwa³la³ta³lxi³su²                    | |
| pássaro | beija-flor                                       | kwait¹su²                            | grande, preto |
| pássaro | periquito                                        | ka³yxi̱³lhu²                          | |
| pássaro | picapauzinho                                     | ka³nah²ta³lhu²                       | |
| pássaro | pica-pau-de-topete-vermelho                      | ka³nah²su²                           | |
| pássaro | pica-pau-de-peito-vermelho                       | ka³nah²ne³sa³lãu³lhu²                | |
| pássaro | japu                                             | ka³lũ³sxu²                           | marrom |
| pássaro | coró-coró                                        | ka³lo³ka³lxot³su²                    | |
| pássaro | tiriba-pintada                                   | ka²li¹ka²li¹ka³ti³su²                | |
| pássaro | pica-pau do campo                                | ju³jut²su²                           | |
| pássaro | inambu-galinha                                   | hĩ³hĩ³lhu²                           | |
| pássaro | inambu                                           | hãix¹ta̱³lhu²                         | peito marrom |
| pássaro | coruja                                           | ho³ho³ka³lxi³su²                     | |
| pássaro | macuco                                           | hoh²su²                              | |
| pássaro | pipira-de-papo-vermelho                          | he³lxa³yxo²kwa³lxi¹te²su²            | |
| pássaro | pica-pau-vermelho                                | ha³lu²su²                            | |
| pássaro | perdiz                                           | ha³lu²jen¹ki³su²                     | |
| pássaro | anu-preto                                        | a³tĩ²a²ta³su²                        | |
| pássaro | iraúna-de-bico-branco                            | a³lũ³ka²hu³lhxu²                     | |
| pássaro | joão-bobo                                        | a³lu³kwhi̱³la³kxi³ta²su²              | |
| pássaro | marreca                                          | a³hũ³la² ka̱³yi̱³su²                   | |
| pássaro | encontro                                         | ka³lũ³xa²ya³lau³lhxu²                | |
| pássaro | torom-torom                                      | wha³lxi²wha³lxi²ta³lxi²su²           | cor marrom |
| peixe | peixe                                            | a³li³ta³kxah³lo²su²                  | também ha³li³lhu², sempre com jacaré                                                                                |
| peixe | bagre                                            | kwi¹lhu²                             | |
| peixe | bagre grande                                     | kwi¹la²ta³su²                        | |
| peixe | cabrinha                                         | ta³lxi³ki³su²                        | cor pintada |
| peixe | cara                                             | ha³lhu²                              | |
| peixe | chão                                             | wa³ho³a²ta³su²                       | |
| peixe | dourado                                          | wha³li̱³lhxu²                         | |
| peixe | enguia                                           | a̱in³nũ̱³ka³lxi²su²                    | |
| peixe | enguia                                           | a²hũ³la²it²su²                       | na região Manairisu yau³yi²su²                                                                                      |
| peixe | jau                                              | kwi¹la²ta³su²                        | |
| peixe | jau                                              | kwi¹lhu²                             | |
| peixe | lambarizinho                                     | yuh³sa²lxi³su²                       | |
| peixe | lambari                                          | ya³te³lhu²                           | |
| peixe | lambari                                          | ya³lũ²lhu²                           | |
| peixe | lambari                                          | ya³lũ²la²ta³su²                      | |
| peixe | lambari                                          | kwa³lxĩx³sxu²                        | |
| peixe | lambari da lagoa                                 | hãu³su²                              | come lodo |
| peixe | matrinchã                                        | wa³si³ki³su²                         | |
| peixe | pacu-peva                                        | nxai³lhxu²                           | |
| peixe | pacu-borracha                                    | khãi³ha³lxi³su²                      | preto, pega só com flecha                                                                                           |
| peixe | pacu                                             | ka³lxa̱³su²                           | amarelado |
| peixe | piauzinho vermelho                               | ũ̱³ka²li¹su²                          | |
| peixe | piavuçu                                          | wa³lau³kxi³su²                       | também piava, grande                                                                                                |
| peixe | piauzinho                                        | hã³nxãu³lhu²                         | come lodo |
| peixe | pintado                                          | a̱in³ka³ti̱³ki³su²                     | |
| peixe | piranha                                          | a̱i³ni³la³ti³su²                      | |
| peixe | robafo                                           | a̱in³ta³su²                           | família lambari |
| peixe | robafo                                           | a̱in³na²ta³su²                        | grande |
| peixe | traíra                                           | ha³yu³lhu²                           | |
| peixe | traíra                                           | a̱in³ta³su²                           | família lambari |
| peixe | trairão                                          | a̱in³na²ta³su²                        | grande |
| peixe | tucunaré pequeno                                 | ya̱³lxo³su²                           | |
| peixe | peixe (geral)                                    | a̱in³su²                              | |
| planta | araçá-da-chuva                                   | ũh³yen¹ka³ne³ki³su²                  | |
| planta | araçá                                            | ya³li³waun³ta³ne³ki³su²              | fruta com gosto de goiaba                                                                                           |
| planta | cipó do campo                                    | yãu³ka³ti³su²                        | tipo maconha |
| planta | cipó de raposa                                   | yax³wa³la³hi²tũ̱¹ka³ne³ki³su²         | flor cor de rosa em janeiro, da coceira se cair em cima de alguém                                                   |
| planta | fruta do passarinho                              | ka³ya³ka³ki³su²                      | comestível |
| planta | genipapo                                         | yan³tsu²                             | para fazer tinta azul                                                                                               |
| planta | imbira do jacu                                   | ya³lu³ka³sa̱³lhu²                     | também a³la̱³a² sa̱³lhu²                                                                                              |
| planta | imbira do campo                                  | wã̱i³sa³sa̱³lhu²                       | |
| planta | imbira do brejo                                  | wa̱¹sa̱³lhu²                           | cheiro mal, proteção contra picada de cobra                                                                         |
| planta | imbirosul                                        | wxa³ko³ka³sa̱³lhu²                    | |
| planta | imbira-do-tatu-bola                              | sa³li̱n³ta³sa̱³lhu²                    | |
| planta | imbira-da-anta                                   | a²lũ¹a² ha³lxo¹ta³sa̱³lhu²            | |
| planta | ingá do campo                                    | ka³tũ³ka³tũ³la³ne³ki³su²             | também wa³ne³hu³la³ne³ki³su², fruta parece cobra sega                                                               |
| planta | ingá do mato                                     | ya̱³la³la²ne³ki³su²                   | tem fruta |
| planta | ingá do mato                                     | ya³lxu³la³wxãu¹wãun¹ti³tẽ³ki³su²     | tem fruta |
| planta | ingá do mato                                     | ya³lxu³la³kan²tẽ³ki³su²              | |
| planta | ingá do brejo                                    | ya³lxu³la²ka³lxu¹hxan¹tẽ³ki³su²      | tem fruta, bom para matar peixe                                                                                     |
| planta | mandioca de curuja                               | yah³wxa³tẽ³ki³su²                    | |
| planta | piteira                                          | kax³lũ³su²                           | |
| planta | sapopema                                         | kã̱i³ta³ne³ki³su²                     | época da seca, flor branca, faz mel gostoso                                                                         |
| | quati                                            | khai³sxu²                            | |
| | rato-cururu                                      | ya̱³ki³su²                            | do chão |
| | rato da cabeceira                                | yu³lhxu²                             | grande |
| | rato do campo                                    | si³lhu²                              | comestível |
| | rato do campo                                    | a³lu³a²ta³su²                        | comestível |
| | rato do mato                                     | kã̱i³ti³su²                           | |
| | rato do rio                                      | wa³lut³ta² su³kxi³su²                | grande |
| | rato, camundongo                                 | sxu³lhu²                             | |
| | sanguessuga                                      | yai³nih³no²su²                       | |
| | sapinho                                          | wxh¹sxu²                             | |
| sapo | sapo                                             | wxa̱³sxu²                             | da lagoa, comestível                                                                                                |
| sapo | sapo                                             | phai²phai²lhu²                       | |
| sapo | sapo                                             | ka³la̱³ka³la̱³su²                      | |
| sapo | sapo                                             | ka³lxen³su²                          | |
| sapo | sapo                                             | kax³le³na²ta³su²                     | |
| sapo | sapo                                             | ja³lĩx¹ja³lĩ¹lhu²                    | |
| sapo | sapo da água                                     | txa³na³txa³na³su²                    | |
| sapo | sapo da árvore                                   | txãn³su²                             | grande, verde |
| sapo | sapo da árvore                                   | kãu³la³txãn³su²                      | verde |
| sapo | sapo da terra                                    | ha³lau³lhxu²                         | |
| sapo | sapo da terra                                    | ha³lau³la²ta³su²                     | |
| sapo | sapo do campo                                    | a³lxi̱³ta²ta³su²                      | grande, no início das chuvas                                                                                        |
| sapo | sapo do campo                                    | sih³tuk³ki³su²                       | |
| sapo | sapo, leiteiro                                   | wẽ³ha²ta³su²                         | grande, vem na época da chuva                                                                                       |
| | taiá, amarelo                                    | tãn³ki³su²                           | também ta³lo³ka³lu³sa³ki³su²                                                                                        |
| | taiá, branca                                     | ya³pxãn¹su²                          | |
| | tamanduá-mirim                                   | wãi²su²                              | |
| | tamanduá-bandeira                                | ti̱³ka³lxi³su²                        | |
| | taquara                                          | tũ³tũ¹ta³taut³su²                    | para ponto de flecha                                                                                                |
| | taquara, jurupará                                | a³lu³kwi̱³lhu²                        | |
| | tarântula                                        | nãt³su²                              | |
| tatu | tatu                                             | wa̱³la³la²ta³su²                      | |
| tatu | tatu                                             | nũ̱³na²ta³su²                         | do grupo quinze quilo, igualzinho do tatu liso                                                                      |
| tatu | tatu-bola do campo                               | a̱³lat³su²                            | preto |
| tatu | tatu-bola do mato                                | tut²ta³li²su²                        | |
| tatu | tatu-canastra                                    | wa̱³la³lhu²                           | |
| tatu | tatu-cascudo                                     | sa³nãi³su²                           | talvez peba, yellow                                                                                                 |
| tatu | tatu-galinha lisinho                             | nũ̱n³su²                              | |
| tatu | tatu-liso                                        | a̱³lhu²                               | |
| tatu | tatu-quinze-quilos                               | a̱³la²ta³su²                          | |
| | tucano                                           | ya³la³na² kwa³yi³ti³su²              | pequeno, marronzinho, com peito vermelho                                                                            |
| | tucano-de-peito-branco                           | ya³la³na² hain³te²su²                | bico amarelo e preto                                                                                                |
| | tucano-de-peito-amarelo                          | ya³la³na² ka³yax³jau³su²             | bico amarelo, cauda branca em cima vermelha embaixo                                                                 |
| | tucano (geral)                                   | ya³lan³su²                           | |
| | tucari (embira)                                  | wã̱i³sa³ne³ki³su²                     | |
| | tucura-d'água                                    | a̱in³ta̱³ki³su²                        | |
| | urucu                                            | txu³sxu²                             | flor de abril |
| | vaca                                             | wa²ki³su²                            | |
| | vagalume                                         | ne³sa³ki³la³ki³su²                   | |
| | veado-campeiro                                   | kwhit¹txi³su²                        | com chifre |
| | veado-do-campo                                   | ya̱x³txhn³su²                         | sem chifre |
| | veado-do-cerrado                                 | ya³ta̱³lhu²                           | pequeno |
| | veado-do-mato                                    | kwa³ka³lxi³su²                       | |